# Lista de acidentes aéreos
Esta é uma lista parcial e/ou integral de acidentes aéreos relevantes.
| Anos com registros           | Anos com registros | Anos com registros | Anos com registros | Anos com registros | Anos com registros | Anos com registros | Anos com registros | Anos com registros | Anos com registros |
| ---------------------------- | ------------------ | ------------------ | ------------------ | ------------------ | ------------------ | ------------------ | ------------------ | ------------------ | ------------------ |
|                              |                    | 1912               |                    |                    |                    |                    |                    |                    | 1919               |
| 1920                         |                    | 1922               | 1923               | 1924.              |                    | 1926               | 1927               | 1928               |                    |
| 1930                         | 1931               | 1932               | 1933               | 1934               | 1935               |                    | 1937               | 1938               | 1939               |
| 1940                         | 1941               | 1942               | 1943               | 1944               |                    | 1946               | 1947               | 1948               | 1949               |
| 1950                         | 1951               | 1952               |                    | 1954               |                    | 1956               | 1957               | 1958               | 1959               |
| 1960                         | 1961               | 1962               | 1963               | 1964               |                    | 1966               | 1967               |                    |                    |
| 1970                         | 1971               | 1972               | 1973               | 1974               | 1975               | 1976               | 1977               | 1978               | 1979               |
| 1980                         | 1981               | 1982               | 1983               | 1984               | 1985               | 1986               | 1987               | 1988               | 1989               |
| 1990                         | 1991               | 1992               | 1993               | 1994               | 1995               | 1996               | 1997               | 1998               | 1999               |
| 2000                         | 2001               | 2002               | 2003               | 2004               | 2005               | 2006               | 2007               | 2008               | 2009               |
| 2010                         | 2011               | 2012               | 2013               | 2014               | 2015               | 2016               | 2017               | 2018               | 2019               |
| 2020                         | 2021               | 2022               | 2023               | 2024               | 2025               |                    |                    |                    |                    |
| Referências — Links Externos |                    |                    |                    |                    |                    |                    |                    |                    |                    |

## 1908
- 17 de setembro - Aeronave Wright Flyer III tentou fazer um pouso em Virginia e acabou colidindo com o chão e matou 1 tripulante.[1]

## 1909
- 7 de setembro - Aeronave Wright Byplane tentou competir em um torneio na França na cidade de Juvisy-sur-Orge e acabou colidindo com o chão matando 1 tripulante.[2]

## 1912
- 12 de julho - Dirigivel explodiu em Atlantic City e matou 5 tripulantes.[3]

## 1919
- 2 de agosto de 1919 - Queda do Caproni Ca. 48. Um Caproni Ca.48 cai nos arredores de Verona, matando entre 12 e 15 passageiros. Esse foi o primeiro acidente de aeronave comercial na Itália e um dos primeiros do mundo.[4]

## 1920
- 14 de dezembro - A aeronave Handley Page Type O-400, prefixo G-EAMA, cai nas proximidades de Londres. Transportando 6 passageiros e 2 tripulantes, fazia o voo Londres - Paris da Handley Page Transport. Na queda, morreriam 4 pessoas (2 tripulantes e 2 passageiros).[5][6]

## 1922
- 7 de abril - Um Havilland DH.18A operado pela Daimler Hire Ltd., colide com um Farman F.60 Goliath da Compagnie des Grands Express Aériens (CGEA)  em Picardie, França matando 7 pessoas em ambas as aeronaves. Essa seria a primeira colisão de aeronaves comerciais da história.[7][8]

## 1923
- 14 de maio - Um Farman F.60 Goliath operado pela Air Union, cai nas proximidades de Monsures, Somme, França durante uma falha estrutural da asa, matando todas as 6 pessoas a bordo.
- 27 de agosto - Um Farman F.60 Goliath operado pela Air Union, cai nas proximidades de East Malling, Kent, Inglaterra durante uma falha no motor, matando 1 pessoa entre 13 passageiros.
- 16 de junho - Um hidroavião Junkers D-218 operado por dois alemães Wemer Junkers e Herman Mueller, caiu no solo da cidade de Aracati no Ceará matando os dois tripulantes. No local foi construído um monumento em mármore que foi demolido durante a 2ª Guerra Mundial por algumas pessoas exaltadas no dia 14 de agosto de 1942.

## 1924
- 24 de dezembro - Um Havilland DH.34 operado pela Imperial Airways, cai nas proximidades de Purley, Inglaterra, matando todas as 8 pessoas a bordo. A causa nunca foi determinada.

## 1926
- 18 de agosto - Um Blériot 155 operado pela Air Union, cai durante uma tentativa de uma aterragem de emergência em College Farm, Inglaterra durante uma falha no motor, matando 3 das 15 pessoas a bordo.
- 2 de outubro - Um Blériot 155 operado pela Air Union, pega fogo em pleno ar e cai em Leigh, Inglaterra durante uma tentativa de aterragem no Penshurst Airfield. Todas as 7 pessoas a bordo morreram. Este foi o primeiro voo em que ocorreu um incêndio em pleno ar.

## 1927
- 22 de agosto - Um Fokker F.VIII, operado pela KLM, cai nas proximidades Sevenoaks, Inglaterra, durante uma falha estrutural na cauda, matando 1 das 11 pessoas a bordo.
- 15 de Novembro - Um Junkers F.13, da companhia Aero O/Y, desapareceu da rota quando saía de Tallin para Helsinque.[9]

## 1928
- 13 de Julho - Um Vickers Vulcan, operado pela Imperial Airways, cai nas proximidades de Purley, Inglaterra, matando todas as 6 pessoas a bordo.
- 3 de dezembro - Queda do hidroavião Santos Dumont. Um Dornier Do J do Syndicato Condor cai nas águas da Baía de Guanabara. Esse acidente ocorreu durante as comemorações do retorno de Alberto Santos Dumont ao Brasil. Entre os mortos, estava o médico Amaury de Medeiros. Esse foi o primeiro acidente da aviação comercial do Brasil.[10][11]

## 1930
- 5 de outubro - O dirigível britânico R101 cai ao norte de Paris matando 48 pessoas numa erupção de chamas.[12][13][14]
- 7 de novembro - Um hidroavião Junkers Junkers G 24, batizado como "Potyguar" da empresa aérea Syndicato Condor acidentou-se no mar, a 500 metros da costa, defronte ao bairro Icapara, no município de Iguape, São Paulo. A aeronave, de prefixo P-BAHA, transportava seis passageiros e três tripulantes. Das nove pessoas a bordo, somente houve uma vítima fatal, o coronel Attila Gastão José de Campos Salvaterra.[15]

## 1931
- 21 de março - Queda de um Avro 618 Ten da Australian National Airways. Durante um voo entre Sydney e Melbourne, a aeronave Southern Cloud (prefixo VH-UMF) colidiria com as Montanhas Nevadas matando todos os 8 ocupantes no primeiro acidente aéreo australiano. A aeronave foi dada por desaparecida durante 27, até seus destroços serem encontrados.[16]
- 31 de março - Queda do voo 599 da Transcontinental and Western Air Flight (TWA). A aeronave, Fokker F.10 , caiu perto de Cottonwood Falls no Kansas matando todos os 8 ocupantes a bordo, incluindo o treinador de futebol Knute Rockne da Universidade de Notre Dame. Posteriormente seria descoberto que a causa da queda foi a fadiga precoce nas asas da aeronave.[17][18][19]

## 1932
- - 25 de setembro. Três homens partidários da Revolução Constitucionalista de 1932 roubam o Sikorsky S-38 P-BDAD Pernambuco estacionado nas oficinas da Panair do Brasil na Ilha dos Ferreiros, no Rio de Janeiro. Levando consigo o vigia da aeronave, tentam alcançar São Paulo mas caem nas proximidades de São João do Meriti, Rio de Janeiro. Não houve sobreviventes. Esse seria o primeiro sequestro de aeronave comercial de matrícula brasileira.[20]

## 1933
- 28 de março - Um incêndio a bordo derruba o Armstrong Whitworth Argosy City of Liverpool da Imperial Airways. A aeronave, prefixo G-AACI, transportava doze passageiros e três tripulantes num voo entre Londres - Bruxelas e Colonia, quando caiu nas proximidades de Diksmuide, Bélgica, matando todos a bordo.[21]
- 10 de Outubro - O Boeing 247 da United Airlines, prefixo NC13304A fazia um  voo de Newark para Chesterton quando explodiu no ar, sobre o Condado de Porter, Indiana matando todos os seus quatro passageiros e três tripulantes. Este incidente é considerado o primeiro atentado contra um avião comercial no mundo.[22]
- 30 de dezembro - Após colidir com uma torre de rádio encoberta pela forte nebilna, o Avro 618 Ten Apollo da Imperial Airways cai nas proximidades de Ruiselede, Bélgica. A aeronave, prefixo G-ABLU, fazia o voo entre Londres - Bruxelas e Colonia, transportando 8 passageiros e 2 tripulantes. Sem sobreviventes.[23]

## 1934
- / 9 de maio - Um Wibault 282T da Air France cai no Canal da Mancha, matando 3 passageiros e 3 tripulantes.[24]
- 27 de julho - Queda de um Curtiss T-32 Condor II, da Swissair, em Tuttlingen, Alemanha, deixa um saldo de 12 mortos (2 tripulantes 9 passageiros). Posteriormente seria descoberto que a causa da queda foi a fadiga precoce nas asas da aeronave.[25]
- / 2 de outubro - Queda de um de Havilland Dragon Rapide da Hillman's Airways no Canal da Mancha mata 6 passageiros e 1 tripulante.[26]
- 19 de outubro - Queda de um de Havilland Express DH 86 da Holyman Airways, deixa um saldo de 11 mortos.[27]

## 1935
- 24 de junho - Desastre aéreo de Medellín. Durante a decolagem, um Ford Trimotor do Servicio Aéreo Colombiano (SACO) choca-se controa outro Ford Trimotor da Sociedad Colombo Alemana de Transportes Aéreos (Scadta). O acidente mataria 17 dos 20 ocupantes da aeronave, entre eles Carlos Gardel e Alfredo Le Pera.[28][29][30]

## 1937

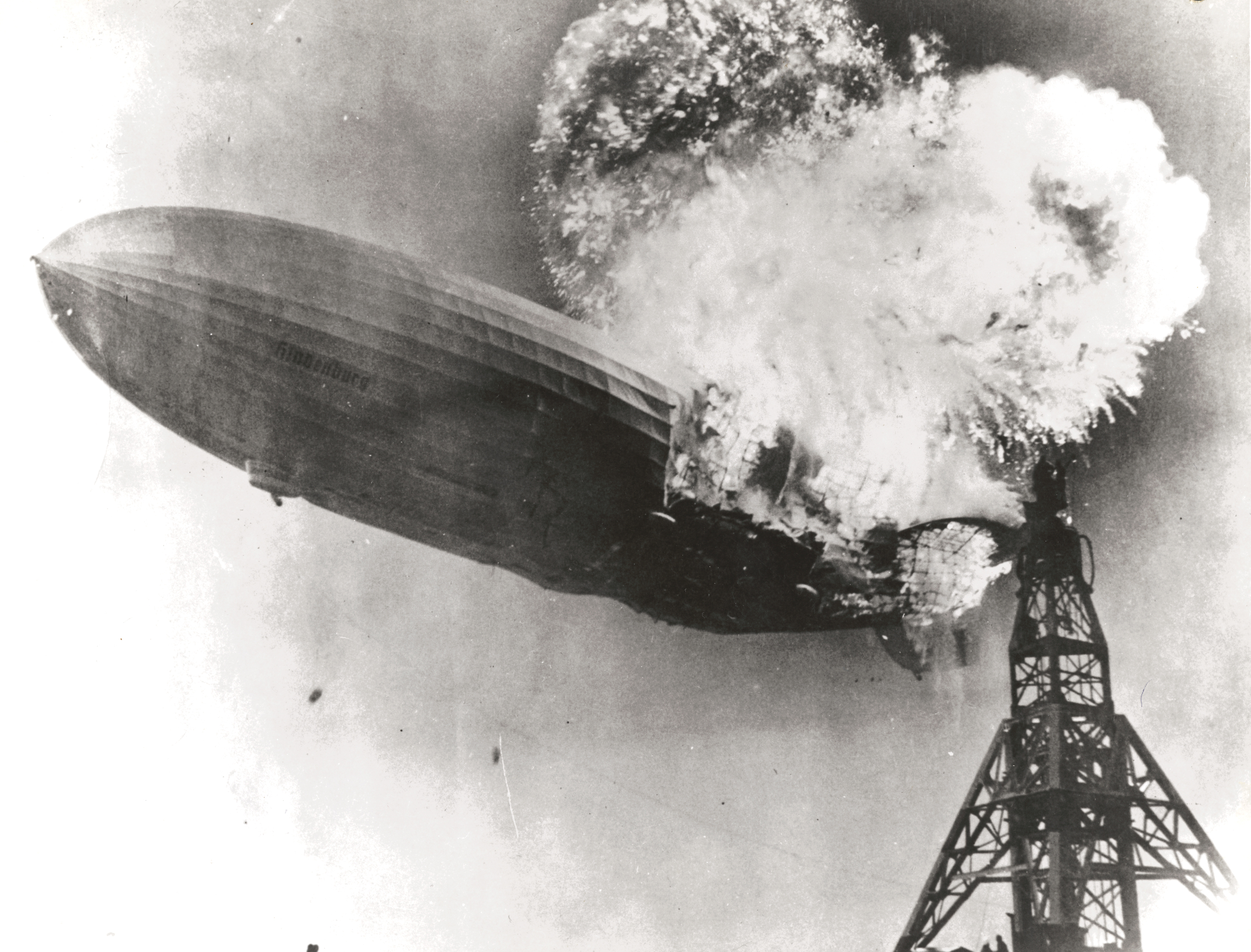
Deutsche Zeppelin Reederei Flight LZ 129, o Hindenburg, explodindo em chamas.

- 12 de janeiro - Durante o voo 7 da Western Air Express, o Boeing 247  colide com o Pinetos Peak de San Fernando, perto de Saugus, Newhall, Califórnia, causando a morte de 5 dos 13 ocupantes.[31]
- 7 de Maio - Incêndio no dirigível Hindenburg, causando a morte de 36 pessoas.[32]
- 16 de Novembro - Um Junkers Ju 52, da companhia aérea Sabena, colide numa chaminé de uma fábrica nas proximidades de Ostende, na Bélgica. No acidente morreriam todas as 12 pessoas a bordo, entre elas Jorge Donatus, Grão-Duque Hereditário de Hesse e do Reno, sua esposa, a princesa Cecília da Grécia e Dinamarca (grávida de oito meses com o seu quarto filho e os restos mortais do feto foram encontrados entre os destroços, indicando que ela tinha entrado em trabalho de parto durante o acidente), seus filhos, os príncipes Alexandre Jorge de Hesse e Luís Ernesto de Hesse, e sua mãe Leonor, Grã-Duquesa de Hesse e do Reno.[33]

## 1938
- 10 de janeiro - Após sofrer problemas mecânicos, um Lockheed Model 14 Super Electra da Northwest Airlines , cai perto de Bozeman, Montana. A aeronave que fazia o voo 2, entre Seattle e Chicago transportava 2 tripulantes e 8 passageiros. A queda matou todos os 10 ocupantes.[34]
- 24 de julho - Desastre do show aéreo de Santa Ana. Durante uma parada militar, um Curtiss F11C Goshawk perde o controle e cai sobre uma multidão, matando 61 pessoas (incluindo o piloto da aeronave).[35][36]
- 15 de agosto - O Junkers Ju 52 Anhangá (prefixo PP-CAT) do Syndicato Condor cai na Baía de Guanabara matando todos os 9 ocupantes a bordo.[37]
- 25 de outubro - Um Douglas DC-2 da Australian National Airways, colide contra a região do monte Dandenong em Victoria, Austrália, matando todos os 18 ocupantes a bordo.[38]

## 1939
- 13 de janeiro - Queda de um Lockheed Model 14 Super Electra da Northwest Airlines. A aeronave, que realizava o voo 1 entre Minneapolis e Spoklane, com diversas escalas. Após sofrer um incêndio a bordo, a aeronave caiu nas proximidades de Miles City matando todos os 4 ocupantes.[39]
- 13 de janeiro - Colisão do Junkers Ju 52 Marimbá (prefixo PP-CAY) do Syndicato Condor com a Serra do Sambê em Rio Bonito. O avião, que fazia o percurso final do voo Recife - Rio, com escala em Vitória. O acidente matou todos os 9 ocupantes a bordo (5 passageiros e 4 tripulantes). Entre os mortos, o comandante Severiano Primo da Fonseca Lins, primeiro piloto brasileiro de aviação comercial.[40][41]
- 13 de agosto - Queda do hidroavião Baby Clipper NC 16933. Um hidroavião Sikorsky S-43 da Pan American Airways, prefixo NC16933, cai na Baía de Guanabara, Rio de Janeiro após iniciar procedimento de pouso. Das 16 pessoas a bordo, somente 2 sobreviveram.[42]

## 1940
- 14 de junho - Um Junkers Ju 52 da Aero O/Y voando de Tallinn, Estônia para Helsinki, Finlândia, é abatido por dois bombardeiros soviéticos, Ilyushin DB-3, todos os 9 ocupantes morreram.[43]
- 31 de agosto - Queda de um Douglas DC-3 da Pennsylvania Central Airlines. A aeronave seguia de Washington DC para Detroit, quando foi atingida por uma tempestade e acabou caindo em  Lovettsville, Virgínia matando 25 ocupantes, sendo o pior acidente aéreo dos Estados Unidos até o momento.[44]
- 8 de novembro - Desastre aéreo da Enseada de Botafogo. Colisão aérea entre um Junkers Ju 52 da Vasp (PP-SPF) que acabara de decolar do aeroporto Santos Dumont e um De Havilland Dragon Rapide argentino que iria pousar no Fluminense Yacht Club (hoje Iate Clube do Rio). Sem sobreviventes.[45]

## 1941
- 26 de fevereiro - Voo 21 da Eastern Air Lines. Queda de um Douglas DC-3 em  Atlanta, Geórgia, mata 16 das 25 pessoas a bordo. Entre os mortos, o congressista de Maryland, William D. Byron.[46]

## 1942
- 16 de janeiro - Voo 3 da TWA, retornando da Califórnia, colide contra o Monte Potosi, à 30 milhas de Las Vegas. Todos os 22 ocupantes morreram, incluindo a atriz Carole Lombard e sua mãe.[47]

## 1943
- 9 de janeiro - Queda de um Short S.26 da British Overseas Airways Corporation. A aeronave, batizada de Golden Horn, cai no Rio Tejo após uma tentativa de pouso forçado por conta de um incêndio a bordo. Na queda, morreriam 13 dos 15 ocupantes da aeronave.[48]
- 21 de janeiro -  Voo 1104 da Pan Am. A aeronave Philippine Clipper colide contra uma montanha perto de Boonville na Califórnia matando todos os 19 passageiros e comissários.[49]
- 22 de fevereiro - Queda do Boeing 314 Yankee Clipper da Pan Am, na região de Lisboa. A aeronave, prefixo NC18603, transportava 39 pessoas a bordo, das quais 24 morreram no acidente. Entre os feridos, a atriz e cantora Jane Froman.
- 1 de junho - BOAC voo 777, foi abatido por outra aeronave na Baía de Biscay matando os 17 passageiros e comissários, incluindo o ator Leslie Howard.[50]
- 4 de julho - O avião caiu 16 segundos após decolar do aeroporto North Front Airport em Gibraltar, por motivo desconhecido. Wladyslaw Sikorski comandava o governo polonês no exílio após invasão e partilha da Polônia. Teorias conspiratórias afirmam que ele foi vítima de sabotagem russa, mas investigações concluíram não haver evidências de assassinato.
- - 27 de agosto - Um Junkers Ju 52 da Vasp (prefixo PP-SPD) bateu antes da pista do  aeroporto Santos Dumont. Das 18 pessoas a bordo, morreram 15, entre elas o jornalista Cásper Líbero, o arquiteto e urbanista Attilio Corrêa Lima e o arcebispo de São Paulo D. José Gaspar d'Afonseca e Silva.[51]
- 28 de julho - Voo 63 da American Airlines. A aeronave Douglas DC-3 perde o controle em uma severa turbulência matando os 20 passageiros.[52]

## 1944
- 10 de fevereiro - Voo 2 da American Airlines. colide no Rio Mississippi por razões não esclarecidas matando 24 passageiros.[53]

## 1946
- 17 de julho - Um Curtiss C-46 Commando da empresa equatoriana ANDESA bateu numa colina a 1,6 km da cidade de Cuenca matando todos os seus 30 ocupantes.[54][55]
- 3 de outubro - Um Douglas C-54 da American Overseas Airlines caiu nas proximidades de Stephenville, Newfoundland and Labrador, Canadá, matando todos os seus 39 ocupantes.[56]
- 27 de setembro - Queda do DC-3 PP-PCH da Panair do Brasil em meio a uma tempestade no município de Alto Rio Doce, em Minas Gerais, matando todos os 22 passageiros e três tripulantes.[57]
- 23 de dezembro - Queda do Avro York LV-XIG. Queda do Avro York da Flota Aérea Mercante Argentina. A aeronave prefixo LV-XIG caiu nas proximidades da Floresta da Tijuca matando 20 dos seus 21 ocupantes.[58][59]

## 1947
- 1 de fevereiro - Um Douglas C-47 da Air France bate na Serra de Sintra por conta do mau tempo, matando todos os seus 16 ocupantes.[60][61]
- 15 de fevereiro - Voo Avianca 144. Durante a realização do voo 144 entre Barranquilla e Bogotá, o Douglas DC-4 prefixo C-114 da Avianca bate na montanha EL Tablazo,  cerca de 30 km a noroeste de Bogotá. O acidente, causado por uma combinação de mau tempo e erro do piloto, vitimaria todos os 53 ocupantes da aeronave.[62][63]
- / 12 de agosto - Voo CS 59 da British South American Airways. A aeronave Avro Lancastrian, prefixo G-AGWH, Star Dust desaparece sobre os Andes depois de transmitir um código magnético. O mistério de voo só foi desvendado quando a aeronave foi encontrada somente em 2000. Todos os 13 passageiros morreram, após a colisão com o Vulcão Tupungato.[64]
- 28 de agosto - O Short Sandringham Kvitbjørn colide em uma montanha perto de Lødingen na Noruega. Todos os 35 passageiros morreram.[65]
- 24 de outubro - Voo 608 da United Airlines, cai perto de Aeroporto Bryce Canyon em Utah, durante incêndio a bordo matando todos os 52 passageiros.[66]

## 1948
- 29 de janeiro - Deportee (Plane Wreck at Los Gatos). Queda de um DC 3 da Airline Transport Carriers, mata todos os seus 32 ocupantes. O voo foi fretado pelo United States Immigration and Naturalization Service, com o objetivo de transportar 28 trabalhadores rurais mexicanos deportados.
- 12 de março - Voo 4422 da Northwest Airlines. Um Douglas C-54 Skymaster colide contra o Monte Sanford no território do Alasca matando 30.[67]
- 5 de abril - Colisão aérea de Gatow. Um Vickers VC.1 Viking da British European Airways caiu perto da Base Aérea da Royal Air Force no distrito de Gatow, sudoeste de Berlim depois de colidir com uma aeronave soviética Air Force Yakovlev Yak-3. Todos os 14 passageiros da Vickers morrem incluindo o piloto da aeronave soviética.[68][69]
- 17 de junho - Voo 624 da United Airlines. A aeronave, um Douglas D-6, caiu perto do monte Carmel na Pensilvânia depois de ter soado um alarme falso de fogo a bordo. Todos os 43 passageiros morrem.[70]
- 14 de julho - Avião North American B-25J Mitchell da FAB cai e mata 12 militares em Guarulhos.[71]
- 30 de agosto - Queda de um avião monomotor conhecido popularmente como teco-teco, e dos dois passageiros que transportava: o patense José Adalardo Belluco (aos 23 anos) e um amigo de nome Luis. Os dois eram bancários, moravam em São Paulo e tinham vindo a Patos para visitar alguns parentes e amigos. Poucos minutos depois de levantar voo do aeroporto que ficava na região onde hoje está a CEMIG, ele embicou rumou ao solo e caiu em frente ao Grupo Escolar Marcolino de Barros.[72]
- 2 de outubro - Queda de um Short Sandringham da empresa Det Norske Luftfartselskap em Trondheim na Noruega causa a morte de 19 ocupantes e fere outros 24. Entre os sobrevivente estava Bertrand Russell.[73]
- 20 de outubro - Uma aeronave da KLM bate no solo, nas proximidades de Prestwick na Escócia matando 40 passageiros.[74]

## 1949
- 4 de maio – Tragédia de Superga. Colisão de um FIAT 6212 da Alitalia contra a Basílica de Superga mata todos os passageiros incluindo a equipe do AC Torino.[75][76]
- 6 de junho - Um Douglas C-47 (Voo 2023 do Correio Aéreo Nacional) vindo do Rio de Janeiro em direção a Porto Alegre se choca contra o Morro do Cambirela, na Palhoça, após sair do Aeroporto Hercílio Luz em Florianópolis onde fez escala. Todos os 26 ocupantes morreram.[77][78]
- 9 de setembro - Um Douglas C-47 da Canadian Pacific Air Lines explode em pleno ar na rota de Quebec para Baie-Comeau, Quebec matando todos os 23 passageiros a bordo.[79]
- 30 de setembro - Um hidroavião Consolidated PBY Catalina, número de série 08.126, prefixo PP-BLB da Transportes Aéreos Bandeirantes, ao aterrissar no porto da cidade de Iguape, no Estado de São Paulo, chocou-se violentamente contra uma tora de madeira submersa, resultando na capotagem da aeronave, causando ferimentos graves e 4 mortes, entre passageiros e tripulantes.[80]
- 28 de outubro - Um Lockheed Constellation da Air France choca-se contra o solo na Ilha de São Miguel, Açores. O acidente matou todos os 48 ocupantes do Constellation.[81][82][83]

## 1950
- 28 de julho - Um Constellation (Voo 099 da Panair do Brasil) se choca contra o Morro do Chapéu, nas proximidades do aeroporto de Porto Alegre(no atual município de Sapucaia do Sul que na época era um distrito de São Leopoldo). Um dos maiores desastres da aviação até então, o acidente deixou 51 mortos.[84]
- 30 de julho - Um bimotor Lodestar se chocou com uma colina, (Cerro dos Cortelini), no Rincão dos Dornelles, segundo distrito de São Francisco de Assis. Morreu o candidato a Governador do Rio Grande do Sul Joaquim Pedro Salgado Filho.[85]
- 3 de novembro - Voo Air India 245. Realizando a rota Bombaim-Cairo-Genebra-Londres, uma aeronave Lockheed Constellation L749A (prefixo VT-CQP) chocou-se contra o Mont Blanc, nos Alpes Franceses. O acidente vitimou fatalmente 40 passageiros e 8 tripulantes.[86]

## 1951
- 22 de junho - Voo Pan Am 151. Queda de um Lockheed L-049 Constellation da Pan Am sobre o condado de Bong, Libéria, durante tentativa de pouso. Todos os seus 40 ocupantes morreriam na queda[87][88]
- 12 de julho - Desastre aéreo de Aracaju. Um Douglas C-47 Skytrain da empresa Linhas Aéreas Paulistas se chocou com uma árvore localizada a 3 km da pista do aeroporto de Aracaju. No choque morreram todos os 33 ocupantes da aeronave.[89][90]

## 1952
- 11 de abril - Voo Pan Am 526A. Após decolar do aeroporto de San Juan, um Douglas DC-4 da Pan Am cai ao mar matando 52 dos seus 69 ocupantes.[91]
- 28 de abril - Queda do Voo Pan Am 202. O acidente com o Boeing 377 Stratocruisier ceifaria a vida dos seus 50 ocupantes. A aeronave caiu em uma área de mata fechada localizada a 440 km a sudoeste da cidade de Carolina, Maranhão. Com isso as buscas pelos destroços levariam várias semanas. O acidente teria sido provocado por um disparo de hélice.[92]
- 12 de agosto - Explosão do Douglas DC-3 PP-ANH. Durante voo entre Rio Verde e Goiânia, um Douglas DC-3 da Viabras explodiu em pleno ar, matando seus 24 ocupantes.[93]

## 1954
- 9 de agosto - Queda de um Lockheed Constellation da Avianca nas proximidades do Aeroporto Internacional das Lajes, Açores. O acidente matou todos os 30 ocupantes da aeronave.[94]
- 12 de setembro - Queda de um DC 3 da Cruzeiro do Sul na baia de Guanabara quando tentava pousar no aeroporto  Santos Dumont, o acidente matou 6 dos 30 ocupantes da aeronave.[95]

## 1956

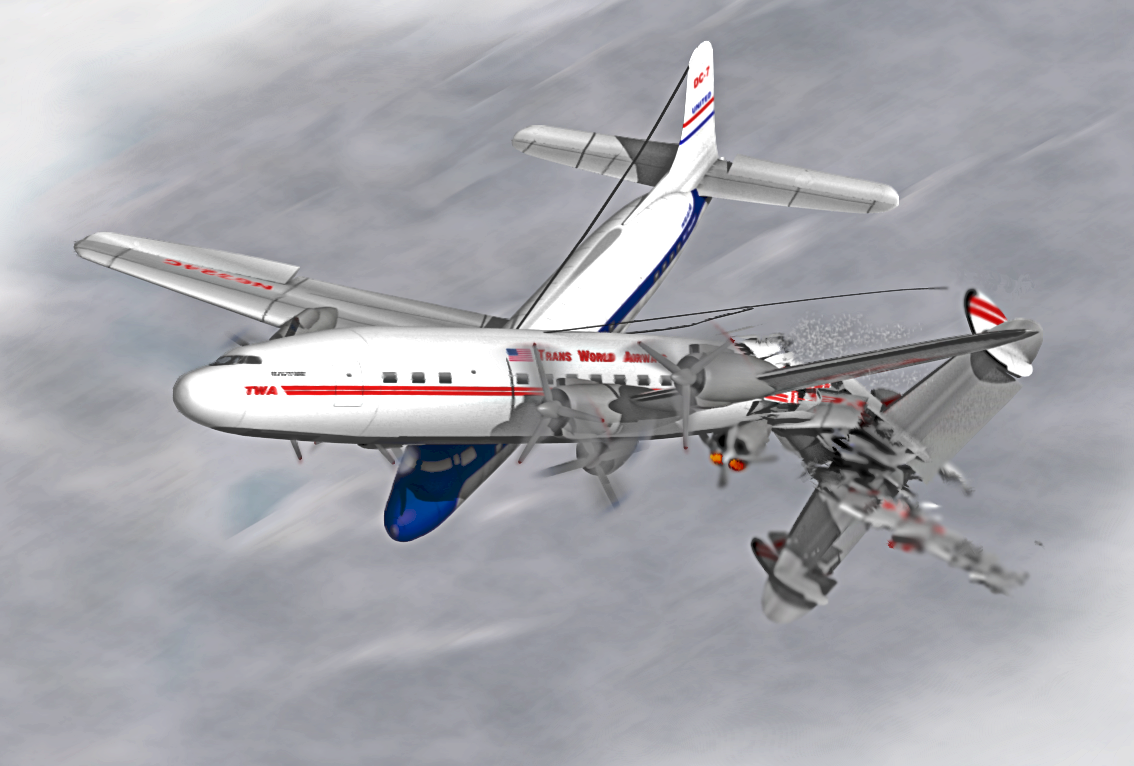
Concepção artística da Colisão aérea do Grand Canyon.

- 30 de junho - Desastre aéreo do Grand Canyon. Um Douglas DC-7 da United Airlines colide com um Lockheed Constellation da TWA sobre o Grand Canyon. No desastre morreram todos os 128 ocuptantes das duas aeronaves.[96][97][98][99]
- 9 de julho - Queda de um C-47 (nº 2062) do Correio Aéreo Nacional da Força Aérea Brasileira após decolagem do aeroporto de Rio Branco no Acre. Morreram 4 dos 20 ocupantes.[100]

## 1957
- 7 de abril - Desastre aéreo de Bagé. Queda de um Curtiss C-46 Commando da Varig. A aeronave prefixo PP-VCF cai nas proximidades do aeroporto de Bagé após sofrer um incêndio a bordo. No acidente morreriam os 40 ocupantes da aeronave.[101][102][103][104][105]
- 10 de abril - Queda do DC-3 PP-ANX. Após sofrer uma pane em um dos seus motores, o DC-3 prefixo PP-ANX da REAL bate na encosta do Pico do Papagaio na Ilha Anchieta. A aeronave que realizava o voo Rio- São Paulo transportava 26 passageiros e 4 tripulantes. No acidente, sobreviveriam 4 ocupantes da aeronave.[106]
- 16 de agosto - O Voo Varig 850 operado por um Lockheed Constellation, prefixo PP-VDA, comandado pelo piloto Geraldo W. Knippling saiu de Porto Alegre com destino a Nova York e faria escalas em São Paulo, Rio de Janeiro e Belém. Saindo de Belém a tripulação percebeu que um dos motores estava com problemas. Deixaram os passageiros em Santo Domingo, porém a tripulação prosseguiu com 3 motores até Santo Domingo por decisão da Varig. Após uma hora de voo mais um motor avariou, também ocasionando a parada de um 3º motor, ficando com apenas um motor. O comandante forçou um pouso no mar, um dos comissários desapareceu. Porém, os demais conseguiram nadar até à praia mesmo em um mar repleto de tubarões.[107][108]

## 1958
- 2 de Fevereiro - Voo Lóide Aéreo Nacional 730. O avião Douglas DC-4 Skymaster prefixo PP-LEM, do Lóide Aéreo Nacional, caiu num quebra-mar perto do Aeroporto Santos Dumont. Após a decolagem o motor número 4 pegou fogo e explodiu. O comandante decidiu abandonar o procedimento de decolagem e iniciou uma manobra de frenagem de emergência. Um pneu do trem de pouso esquerdo estourou, fazendo o avião sair da pista e parar em chamas.[109][110]
- 6 de Fevereiro - Desastre aéreo de Munique. Um avião caiu perto da cidade de Munique. Morreram 28 pessoas (passageiros e moradores do local da queda).[111]
- 6 de Junho - O avião Convair CV-440 da Cruzeiro do Sul, procedente de Florianópolis (SC), acidentou-se durante o pouso em São José dos Pinhais, vitimando 24 dos 27 ocupantes. Também morreram no acidente o Ex-Vice Presidente da República Nereu Ramos, o Governador de Santa Catarina Jorge Lacerda e Leoberto Leal, então deputado federal.[112]
- 5 de Setembro - Voo Lóide Aéreo Nacional 652. O avião Curtiss C-46 Commando, prefixo PP-LDX, do Lóide Aéreo Nacional, procedente do Rio de Janeiro (RJ), caiu durante a aproximação para pouso de escala na cidade de Campina Grande (PB), antes de seguir para o destino final em Fortaleza (CE). Das 40 pessoas a bordo, vitimaram-se 2 tripulantes e 11 passageiros.[113]
- 9 de Novembro - Um hidroavião da companhia Artop, num voo entre Lisboa e Funchal, caiu no Oceano Atlântico com 36 pessoas a bordo. O avião nunca foi encontrado. Esse seria o primeiro acidente comercial de uma aeronave de matrícula portuguesa em voo regular[114][115][116]
- 30 de Dezembro - Voo VASP. O avião Saab 90 Skandia, prefixo PP-SQE, decolou do aeroporto Santos-Dumont, no Rio de Janeiro (RJ), às 12h05 e caiu em chamas, três minutos depois, perto da ponta do Gragoatá na baía da Guanabara, partindo-se em dois e afundando em seguida. Houve 19 mortos e 15 feridos.[117]

## 1959
- 11 de janeiro - Voo Lufthansa 502. Queda de um Lockheed L-1049 Super Constellation da Lufthansa sobre a Praia das Flecheiras, próximo ao Aeroporto do Galeão, mata 36 dos seus 39 ocupantes.[118][119]
- 26 de junho - Voo TWA 891. Após ser atingido por um relâmpago, o Lockheed L-1649A Starliner prefixo N7313C Star of the Severn explode no ar. A aeronave fazia o Voo 891 entre Atenas e Chicago, fazendo escalas em Roma, Milão e Paris. Os destroços do L-1649 seriam encontrados na localidade de Olgiate Olona e seria constatada a morte de todos os seus 68 ocupantes.[120][121]
- 23 de setembro - Queda do SAAB Scandia PP-SQV. Por conta de uma falha em um de seus motores, um SAAB Scandia da VASP que realizava o voo das 18h30 min da ponte aérea caiu pouco depois de decolar do aeroporto de Congonhas. A queda causaria a morte de todos os 20 ocupantes da aeronave.[122][123]
- 22 de dezembro - Desastre aéreo de Ramos. Colisão aérea entre um Vickers Viscount 827 da Vasp (PP-SRG) e um avião de treinamento Fokker T-21 da Força Aérea Brasileira. Durante voo de treinamento, o T-21 da FAB colidiu com o avião da Vasp que se aproximava para o pouso no aeroporto do Galeão. No acidente morreram os 33 ocupantes do Viscount da Vasp mais 5 pessoas em terra, enquanto que o tripulante do T-21 sobreviveu após saltar de paraquedas.[124]

## 1960
- 25 de fevereiro - Um DC-3 da Real Transportes Aéreos, matrícula PP-AXD, que fazia o Voo 751 entre Vitória e o Rio de Janeiro (fazendo escala em Campos) chegando ao Rio de Janeiro com 26 pessoas a bordo chocou-se em voo contra um DC-6 da US Navy, quando sobrevoavam o aeroporto Santos Dumont. O DC-6 era proveniente de Buenos Aires, trazia a bordo 38 pessoas, entre elas 19 músicos que se apresentariam para o Presidente Eisenhower em visita ao Brasil. Ambas as aeronaves caíram na Baía de Guanabara, 3 pessoas sobreviveram.[125][126]
- 24 de junho - Voo REAL Transportes Aéreos 435. Um Convair 340 da Real Transportes Aéreos caiu misteriosamente na Baía de Guanabara, matando todas as 54 pessoas a bordo.[127][128]

## 1961
- 15 de Fevereiro - Voo Sabena Boeing 707. O avião que fazia o voo 548 da Sabena Airlines caiu na localidade de Berg, próxima a Bruxelas, na Bélgica, matando todos os 72 ocupantes mais uma vítima que estava em solo terrestre. As vítimas incluíram toda a equipe de patinação dos EUA. O fato fez com que os organizadores do Campeonato Mundial de Patinação cancelassem a edição de 1961 do evento.[129][130]
- 30 de maio - Voo VIASA 897. O Douglas DC-8 da KLM/VIASA realizava o voo internacional 897 entre Roma e Caracas , e escalas em Madrid, Lisboa e Santa Maria (Açores), quando caiu ao mar após decolar do aeroporto da Portela, Lisboa. O acidente causaria a morte dos 61 ocupantes da aeronavee as investigações jamais conseguiram determinar a causa da tragédia.[131][132]
- 19 de julho - Voo Aerolíneas Argentinas 644. Após enfrentar forte tempestade, o Douglas DC-6 prefixo LV-ADW das Aerolíneas Argentinas cai nas proximidades de Pardo, matando todos os seus 67 ocupantes. Esse é o pior acidente aéreo da história argentina até os dias atuais.[133][134][135]
- 1 de novembro - Desastre do Voo da Amizade. O Douglas DC-7C da Panair do Brasil prefixo PP-PDO voando do Sal para o Recife, na sua aproximação final no Recife, colidiu com um morro de 84m de altura, a 2,7 km da cabeceira da pista e partiu-se. A aeronave fazia uma aproximação noturna abaixo da altura regular e fora do padrão de tráfego. De um total de 88 passageiros e tripulação, 45 morreram.[136][137][138]
- 23 de Novembro - Voo Aerolíneas Argentinas 322. Um jato Comet 4 das Aerolineas Argentinas sofre pane nos motores durante a decolagem no Aeroporto de Viracopos em Campinas, matando as 52 pessoas que estavam a bordo.[139][140][141]

## 1962
- 3 de junho - Voo Air France 007, um Boeing 707 fretado, ultrapassa a pista na decolagem do Aeroporto de Orly e explode depois que o piloto rejeitou a decolagem, matando muitos dos líderes cívicos e culturais de Atlanta, Geórgia; 2 comissários de bordo são os únicos sobreviventes, já que 130 morrem no pior acidente de aeronave única para essa data.[142]
- 20 de Agosto - Voo Panair do Brasil 026. Um DC-8 operado pela Panair do Brasil, matrícula PP-PDT, teve problemas na decolagem no aeroporto do Galeão, de onde partiria para Lisboa, com 105 pessoas a bordo. O avião derrapou no final da pista, chocou-se com o muro final, atravessou a rua e caiu na Baía de Guanabara. Dos 105 ocupantes, 15 morreram.[143][144][145][146]
- 26 de novembro - Desastre aéreo de Paraibuna. Um SAAB Scandia da VASP colide com um Cessna 310 particular nas proximidades de Paraibuna. Todos os 26 ocupantes das duas aeronaves morreram com o impacto.[147][148][149]
- 27 de novembro - Voo Varig 810. Durante tentativa de pouso em Lima, o Boeing 707 prefixo PP-VJB bateu numa montanha nas proximidades do Aeroporto de Lima, matando todos os seus 97 ocupantes.[150][151][152]
- 14 de Dezembro - Queda do Constellation PP-PDE. Um Lockheed Constellation operado pela Panair do Brasil, matrícula PP-PDE, caiu nas proximidades de Manaus durante o voo entre Belém e Manaus, matando as 50 pessoas a bordo.[153][154][155]

## 1963
- 3 de maio - Queda do Convair PP-CDW Sirius. Um Convair 340 da companhia Cruzeiro do Sul cai nas proximidades do aeroporto de Congonhas. Dos 50 ocupantes, 37 viriam a morrer.[156][157][158]
- 3 de junho - Voo Northwest Orient Airlines 293. Durante um voo fretado pelo exército dos Estados Unidos, um DC-7 da NOA caiu por razões desconhecidas em alto mar próximo a Ilha Annette, matando todos a bordo . O voo 293 decolaria da  McChord Air Force Base, estado de Washington, com direção a Elmendorf Air Force Base, Alasca e era composto por 95 passageiros e 6 tripulantes.[159][160]
- 27 de julho - Voo United Arab Airlines 869 (1963). Após decolar do aeroporto Santa Cruz em Bombaim, com destino a Manama (parte da rota internacional Tóquio- Cairo), um Comet IV da United Arab Airlines cai misteriosamente no mar, cerca de 10 km de distância do aeroporto. O desastre vitimaria todos os 61 ocupantes da aeronave, entre eles 26 escoteiros filipinos que se dirigiam para o 11° Jamboree mundial realizado na Grécia.[161][162]
- 4 de setembro - Voo Swissair 306. O Sud Aviation Caravelle registro HB-ICV da Swissair caiu a 35 km de Zurique após enfrentar um incêndio a bordo causado por uma falha hidraúlica. A aeronave que realizava o voo 306 ,Zurique - Roma (via Genebra), transportava 74 passageiros e 6 tripulantes que pereceriam após a queda da mesma. Este é o segundo pior acidente aéreo da história suíça.[163]
- 29 de novembro - Voo Trans-Canada Air Lines 831. Queda de um DC-8 poucos minutos após decolar do aeroporto de Montreal, com destino a Toronto. Por conta de uma falha fatal no seus sistemas eletrícos e hidraúlicos, a aeornave cairia com violência sobre um pântano próximo a Quebec, matando todos os seus 118 ocupantes.[164]
- 8 de dezembro - Voo Pan Am 214. Queda de um Boeing 707 da Pan Am que realizava o voo entre Porto Rico e a Filadélfia. Após enfrentar forte tempestade, a aeronave seria antigida por um raio,[165] explodindo em seguida. A explosão causaria a morte de todos os 81 ocupantes da aeronave.[166]

## 1964
- 29 de fevereiro - Voo British Eagle International Airlines 802. Durante o trecho final do Voo 802 (Londres-  Innsbruck), um Bristol Britannia da British Eagle International Airlines bateu na montanha Glungezer, a sudoeste do aeroporto de Glungezer. O impacto da aeronave com a montanha mataria todos os 83 ocupantes da mesma.[167][168]
- 7 de maio - Voo Pacific Airlines 773. Durante um voo comercial que sobrevoava a localidade de San Ramon (CA), um passageiro, identificado como Francisco Paula Gonzales, atirou no piloto e co-piloto, matando-os e, seguida, cometendo suicídio. O acidente causou 44 mortes, sem sobreviventes.[169]
- 4 de setembro - Voo VASP 141. Queda de um Viscount da Vasp pouco antes do pouso no Nova Friburgo, matando 39 pessoas, o avião colidiu com o Pico da Caledônia, localizado em Nova Friburgo.No dia 4 de setembro de 1964, um acidente causaria grande impacto na população de Nova Friburgo. Um avião Vickers Viscount, que realizava o voo Vasp 141 — linha aérea que ligava Recife a São Paulo, com escalas em Aracaju, Salvador, Vitória e Rio de Janeiro — chocou-se com o pico do Caledônia, por volta das 16h30 daquela sexta-feira. O avião havia decolado do aeroporto dos Guararapes, em Recife, e tinha como destino Congonhas, em São Paulo.

Na época, o acesso a Pedra do R — provável lugar do choque da aeronave — era dificílimo, pois não havia ainda as trilhas de hoje — só era possível chegar ao local embrenhando-se na mata. No momento do acidente, muitos viram o clarão da batida, enquanto outros ficaram sabendo momentos depois através do boca a boca. Alguns cidadãos de Nova Friburgo, inclusive, enfrentaram a subida para averiguar in loco o ocorrido.
A cena, segundo relatos, era dantesca. Muitos destroços do avião, sangue e pedaços de corpos mutilados. No voo havia 39 pessoas — 34 passageiros e cinco tripulantes.
Vários relatos confirmam que pessoas subiram a pedra não só para ajudar ou ver a cena. Muitos foram até o Caledônia com a intenção de furtar os pertences dos passageiros. Outros carregaram partes do avião como lembrança do ocorrido, o que acabou levando as Forças Armadas a fecharem o local, impedindo que a população subisse.
Além da Marinha, quem participou do resgate foi a Força Aérea Brasileira (FAB), com alguns membros tendo enfrentado o duro caminho através das matas e uma outra equipe que conseguiu o acesso mais facilitado, através dos helicópteros..

## 1966
- 15 de janeiro - Voo Avianca 4. Queda de um Douglas C-54 Skymaster prefixo HK-730 da Avianca. A aeronave que fazia o Voo 4 entre Cartagena e Bogotá caiu na Baía de Cartagena após decolar do Aeroporto Crespo. Das 64 pessoas a bordo, somente 8 sobreviveriam a queda.[174][175]
- 24 de janeiro - Voo Air India 101. Queda de um Boeing 707 prefixo VT-DMN da Air Índia. Voando de Beirute a Genebra, a aeronave chocou-se contra o Mont Blanc, na França. Todos os 106 passageiros e 8 tripulantes morreram.[176]

## 1967
- 5 de março. Voo Varig 837. Queda de Douglas DC-8 durante tentativa de pouso em Monróvia, Libéria. Dos 90 ocupantes, 51 morreram (mais 5 pessoas em terra).[177][178]
- 18 de julho - Queda do Piper Aztec PP-ETT. Um avião Lockheed T-33 da Força Aérea Brasileira atinge o Piper PA-23 Aztec no qual o ex-presidente brasileiro Castelo Branco viajava. O impacto o que fez com que o Piper perdesse seu estabilizador e caísse. A queda levaria cinco dos seis passageiros do Piper ao óbito, tendo sobrevivido apenas o co-piloto Emílio Celso Chagas. Alfredo Malan d'Dagrogne que pilotava o T-33 foi resgatado com vida.[179]
- 5 de outubro - Queda de avião da Tam. Um avião Fokker MK 60 da empresa aeria Tam passa da pista e sai do aeroporto de Bauru atingindo comercios, residencia e carros, ouve a morte de quatro pessoas.[180][181]

## 1970
- 4 de fevereiro - Voo Aerolíneas Argentinas 707. Um Avro 748 da Aerolíneas Argentinas que realizava o voo internacional 707 entre Assunção e Buenos Aires penetraria inadvertidamente em um  Cumulonimbus. As condições meteorológicas adversas fariam a aeronave superar seu limite estrutural, desintegrando-se no ar. O acidente mataria todos os seus 37 ocupantes. Os destroços da aeronave cairiam nos arredores de Loma Alta, Argentina.[182][183]
- 14 de Março - Voo Paraense 903. Queda de avião da Paraense Transportes Aéreos na baía do Guajará, em Belém, matando 37 pessoas.[184]
- 3 de julho - Queda do de Havilland Comet G-APDN da companhia britânica Dan-Air, nos arredores de Arbucies, Catalunha. A aeronave, que transportava 112 pessoas, havia partido de Manchester com destino a Barcelona, realizando um voo charter. Quando se aproximava do seu destino final, bateu na encosta da Sierra del Montseny, causando a morte de todos a bordo.[185]

## 1971
- 06 de Junho - Voo Hughes Airwest 706 - Douglas DC-9-31 com 44 passageiros e 5 tripulantes colidi no ar com um F-4 Phantom II ao largo do Sul da Califórnia, sem sobreviventes.

## 1972
- 14 de junho - O Voo Japan Airlines 471, terminou de forma trágica, quando a aeronave explodiu nas proximidades de Nova Delhi, na Índia. Entre as vítimas do acidente, estava a atriz brasileira Leila Diniz.[186][187]
- 13 de Outubro - O Voo Fuerza Aérea Uruguaya 571, com 40 passageiros e 5 tripulantes, cai na Cordilheira dos Andes. Os 16 sobreviventes do acidente são resgatados após 72 dias.[188][189]
- 29 de Dezembro - Voo Eastern Airlines 401: Lockheed L-1011 cai em pântano na Flórida, matando 99 das 176 pessoas a bordo.[190][191][192]

## 1973

Destroços incinerados do voo Varig 820 nos arredores de París.

- 1 de Junho - Voo Cruzeiro do Sul 109: Sud Aviation Caravelle, procedente de Belém, perde sustentação e cai durante aproximação para pouso no Aeroporto Marechal Cunha Machado em São Luís, Maranhão, matando todas as 23 pessoas a bordo.[193][194][195]
- 5 de março - Um SE-210 Caravelle 10R (EC-BID) da Aviaco, despenha no mar perto do Aeroporto da Madeira matando os 3 tripulantes.
- 3 de junho - Durante uma apresentação aérea na região metropolitana de París, o avião supersônico soviético Tupolev Tu-144 despenhou-se ao fazer um movimento que tentava erguer a aeronave em potência máxima. A aproximadamente 600m de altitude, ele se instabilizou, fazendo com que o nariz se voltasse para baixo, e numa tentativa de reerguer a aeronave a asa esquerda partiu. A aeronave foi-se depedaçando até cair no solo e explodir. O acidente matou todos os 6 ocupantes e mais 8 em terra, ferindo ainda mais 16 pessoas e destruindo 15 casas.[196] Também existem afirmações de que a força aérea francesa tinha enviado um Mirage III para tirar fotografias do TU-144, mas não tinha avisado os russos. O Tupolev 144, em rota de colisão com o Mirage, teve de fazer uma mudança rápida de curso e o piloto acabou perdendo o controle do aparelho.[197]
- 11 de Julho - O Voo Varig 820, que partiu do Aeroporto Internacional de Galeão, no Rio de Janeiro, com destino ao Aeroporto de Orly, em Paris, França, fez um pouso de emergência sobre uma plantação de cebolas, a cerca de 4 km de distância do destino final, por conta de um incêndio iniciado no WC, provavelmente provocado por uma ponta de cigarro acesa jogada na lixeira. Das 134 pessoas a bordo, apenas 12 sobreviveram. O comandante deste mesmo voo, Gilberto Araújo, desapareceu anos depois enquanto realizava outro voo em avião de carga da Varig na rota Tóquio - Rio. Morreram neste acidente o senador Filinto Miller, o cantor Agostinho dos Santos, o comentarista da Rede Globo de Fórmula 1 Júlio Delamare, o empresário cearense Quinderé e a atriz e socialite Regina Leclery, o iatista Jörg Bruder, o jornalista Antônio Carlos Scavone,entre outras pessoas. Um funcionário da Varig morreu alguns dias depois no hospital.[198][199][200]

## 1974
- 3 de março - Voo Turkish Airlines 981 onde um DC10 da Turkish Airlines partindo de Istambul voando para Londres com escala em Paris, teve problema na porta de carga traseira esquerda, despressurizando e matando 346 pessoas, sendo que 335 eram passageiros. O acidente aconteceu logo após ter decolado do Aeroporto de Orly (Paris) com destino a Heathrow, Londres.[201][202][203]
- 4 de dezembro - O Voo 138 da Martinair Holland que ia da Indonésia para o Sri Lanka choca-se com as Montanhas de Anjimalai, matando todos seus 191 ocupantes.[204][205]

## 1975
- 4 de abril - Um C5-A Galaxy da USAF cai sobre Saigão, Vietnam. O país estava em guerra e os EUA queriam salvar orfãos vietnamitas na Operação Babylift, 19 minutos após a decolagem e a 23 mil pés de altitude a porta do convés de carga separa-se do resto da fuselagem. Dos 325 passageiros sobreviveram 175 e morreram 155 em que a maioria eram crianças.[206][207]
- 17 de junho um Avro hs-748 com 80 pessoas a bordo vindo de Belém para Goiânia, com escala em Pedro Afonso Tocantins Goiás na época, após o pouso em Pedro Afonso o avião não conseguiu frear por culpa de uma falha mecânica e saiu fora da pista batendo ponta da asa em uma árvore fazendo uma leve curva para a esquerda e se chocando em uma casa matando o piloto e mais trés pessoas da casa, duas delas eram crianças e o copiloto quebrou a perna e a maioria dos passageiros sofreram ferimentos leves .
- 3 de agosto - Um avião comercial Boeing 707 da Alia Royal Jordanian Airlines, vindo de Paris cai em Agadir, Marrocos. Aproximava-se para pouso no aeroporto de Agadir-Inezgane quando teve sua asa direita e um dos seus motores separados. A aeronave perdeu controle e caiu num barranco. Todos os 188 ocupantes morreram

## 1976
- 10 de setembro - No espaço aéreo Servo-Croata, uma falha na comunicação colocou dois jatos em rota de colisão. A asa do DC9 atravessou o meio da fuselagem do Trident, depois do choque as duas aeronaves perdem o controle e atingem o solo. O DC9 da Inex Adria ia da Croácia para a Alemanha, com 113 pessoas a bordo, e o Tridente da British Airlines ia de Londres para Istambul com 63 pessoas a bordo. Todas as 176 pessoas morreram.[208][209][210]
- 19 de setembro Na Turquia o voo do Boeing 727 doméstico da Turkish Airlines que ia de Istanbul para Antalya, chocou-se contra as Montanhas Karatepe. O impacto foi fatal para todos os 154 ocupantes.[211][212]

## 1977

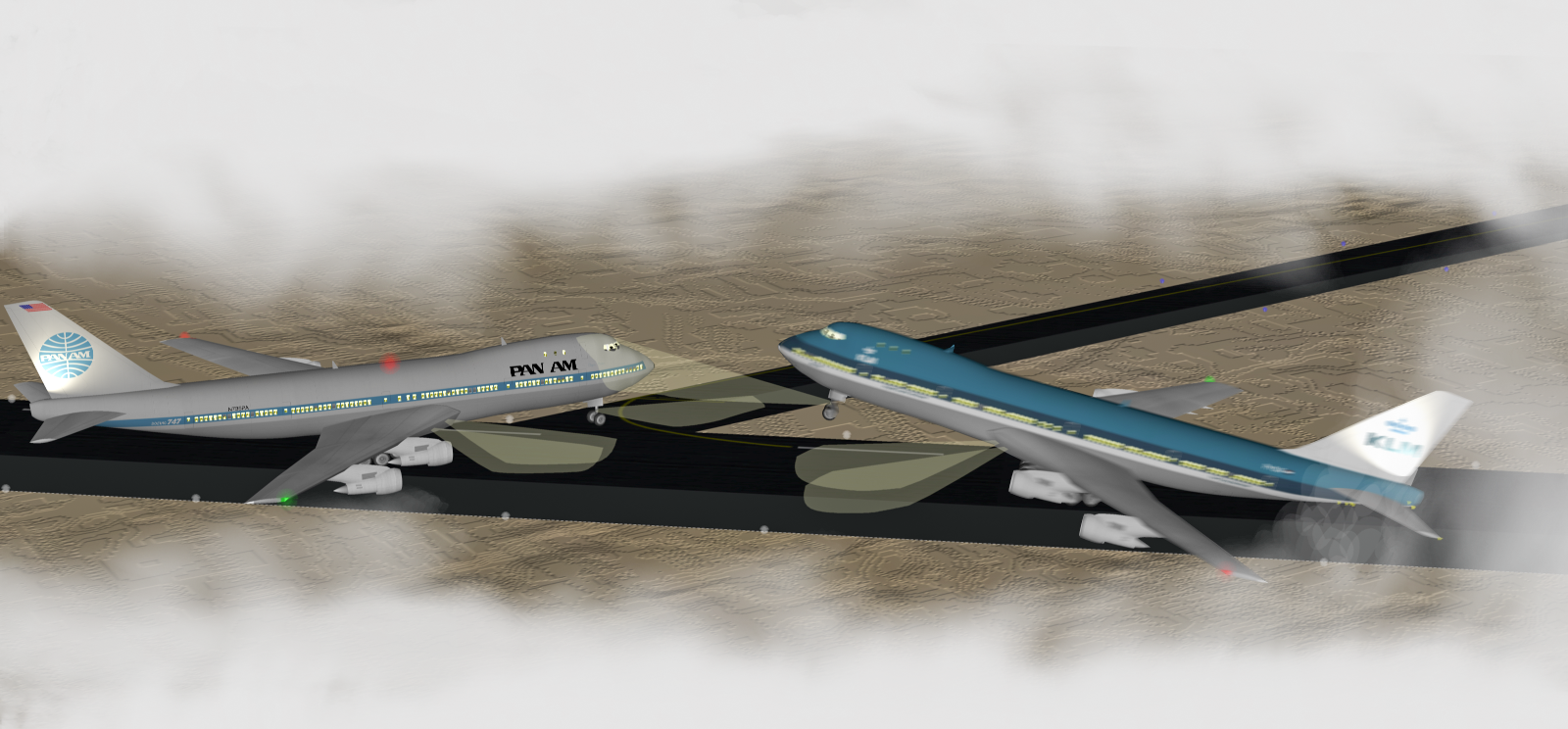
Ilustração demonstrando o momento do choque de dois Boeing 747 no Desastre aéreo de Tenerife, o maior da história.

- 27 de Março - Voo KLM 4805 e Voo Pan Am 1736, colidem em Tenerife, resultando no  pior desastre aéreo do mundo em número de mortes, em que morreram 583 pessoas.[213][214][215]
- 20 de Outubro - O avião que transportava a banda Lynyrd Skynyrd cai,matando quase todos os seus integrantes.[216][217]
- 19 de Novembro - Voo TAP Portugal 425. Um Boeing 727 da TAP Portugal, despenha-se na aterragem no Aeroporto da Madeira, com 164 pessoas a bordo, 131 morreram.[218]
- 21 de novembro Um BAC 1-11 da empresa Austral cai nas proximidades de San Carlos de Bariloche, matando 46 dos seus 79 ocupantes.[219][220]
- 2 de dezembro - Um Tupolev 154 da Libyan Arab Airlines cai por falta decombustível nas proximidades de Benghazi, matando 59 dos seus 165 ocupantes.[221]
- 4 de dezembro - Um Boeing 737 da Malaysian Airlines System cai nas proximidades de Tanjong Kupang, Malásia, matando tdos os seus 100 ocupantes. A Aeronave havia sido sequestrada pelo Exército Vermelho japonês[222][223]
- 18 de Dezembro - Um SE-210 Caravelle 10R da SA de Transport Aérien (SATA), despenha-se pouco antes de aterrar no Aeroporto da Madeira, com 57 pessoas a bordo, tendo morrido 36.[224][225][226]
- 29 de dezembro - Um Vickers Viscount da Servicios Aéreos Nacionales cai em Cuenca, matando todos os seus 24 ocupantes.[227]

## 1978
1° de janeiro - O voo 855 da Air India era uma rota regular de passageiros entre Bombaim e Dubai que caiu na tarde do dia de ano novo de 1978 a uns 3 km da costa de Bandra, em Bombaim. Nesse dia a rota era operada por um Boeing 747-237B com registro VT-EBD. Os 213 passageiros e tripulantes a bordo do avião morreram. Acredita-se que o acidente foi causado porque o capitão desorientou-se espacialmente por trás da falha de um dos instrumentos de voo na cabine. Foi o pior acidente aéreo da Índia até o choque de Charkhi Dadri em 1996.
- 20 de Abril - um Boeing 707 da Korean Airlines, o Voo KAL 902, é atingido por dois caças soviéticos perto de Murmansk e faz um pouso de emergência em um lago congelado matando 2 passageiros.[229]
- 20 de Agosto - Um 727-200 da Transbrasil toca o solo antes da cabeceira da pista, no Aeroporto da Pampulha, em Belo Horizonte. Não houve mortes.
- 25 de Setembro - o Voo Pacific Southwest Airlines 182 operado por um Boeing 727-214 fazia a rota doméstica de Sacramento a San Diego com uma escala na cidade de Los Angeles. Ao se preparar para aterrissagem no aeroporto de San Diego colidiu no ar com um monomotor Cessna 172 que fazia um voo privado para uma escola de pilotagem que atingiu um bairro em San Diego, onde 22 casas foram afetadas. Ao total, morreram 144 pessoas(7 em terra), sendo o pior acidente aéreo da Califórnia.

## 1979
- 30 de Janeiro - O Boeing 707-323C prefixo PP-VLU operado pela Varig desaparece no Oceano Pacífico, cerca de 30 minutos após decolar do Aeroporto Internacional de Narita, no Japão, com destino final ao Aeroporto Internacional do Rio de Janeiro-Galeão. Seis tripulantes estavam a bordo. Jamais foi encontrado. É considerado um dos maiores mistérios da história da aviação, até hoje. O comandante desse voo era o mesmo do Voo Varig 820.[230][231]
- 8 de fevereiro, um Embraer EMB-110 Bandeirante, matrícula PT-SBB que fazia a rota partindo do Aeroporto de Bauru com destino o Aeroporto de Congonhas, após a decolagem, atingiu algumas árvores e caiu. Todos os 2 tripulantes e 16 passageiros morreram.[232][233]
- 25 de Maio - Um DC-10 da American Airlines que operava o voo 191 perde o motor na decolagem, o motor se desprende da asa e atinge o avião, danificando-o , o Avião caiu em um parque próximo ao Aeroporto Internacional O'Hare , em Chicago. Todas as 271 pessoas a bordo do avião mais 2 em solo são mortas.[234]
- 26 de Julho - Um cargueiro da Lufthansa, matrícula D-ABUY, chocou-se contra a Serra dos Órgãos, no estado do Rio de Janeiro, após decolar do aeroporto do Galeão. O excesso de trabalho no controle de tráfego do aeroporto levou a erro um dos controladores. Morreram 3 tripulantes.[235][236]
- 28 de Novembro - Um DC-10 da Air New Zealand, num voo de Auckland, na Nova Zelândia, para o Polo Sul, bate numa montanha na Antártida. Ninguém sobrevive. 257 mortos.

## 1980
- 14 de março - Voo LOT Polish Airlines 007, um Ilyushin Il-62, cai em Varsóvia, na Polônia, depois que o motor número 2 desintegra-se e corta as linhas de controle do elevador e do leme; todos os 87 a bordo são mortos.
- 12 de Abril - Voo Transbrasil 303. Um Boeing 727 da Transbrasil, matrícula PT-TYS, colidiu contra o morro da virgínia em Florianópolis no estado de Santa Catarina, causando a morte de 55 pessoas das 58 a bordo.[237]
- 25 de abril - Voo Dan-Air 1008. Um Boeing 727 da Dan-Air se acidentou na Ilha de Tenerife na aproximação,matando 136 Passageiros e 8 Tripulantes.[238]
- 27 de junho - O Voo Aerolinee Itavia 870, um Douglas DC-9, cai no Mar Tirreno perto de Ústica, matando todos as 81 pessoas a bordo.
- 4 de dezembro - Acidente de Camarate: cai em Camarate o avião que leva o primeiro-ministro de Portugal, Francisco Sá Carneiro e o ministro da Defesa Adelino Amaro da Costa. Ambos estão entre as sete vítimas mortais, o que faz surgir a tese de atentado.[239][240]

## 1982
- 9 de fevereiro, Voo Japan Airlines 350 - O desastre foi provocado propositadamente pelo piloto à chegada ao Aeroporto de Haneda, quando seguia ao comando de um avião que fazia uma ligação doméstica entre Fukuoka e Tóquio. Entre os 166 passageiros e oito tripulantes, morreram 24 pessoas. O piloto sobreviveu à tragédia que provocou e durante as operações de resgate por barco disse a um dos membros da equipa de emergência que era empregado de escritório, escondendo a sua verdadeira identidade. O homem foi absolvido por se ter provado que sofria de doença mental.[241]
- 24 de maio - VASP - O Boeing 737-2A1 (PP-SMY) partiu-se ao meio durante pouso no Aeroporto Internacional de Brasília, no Distrito Federal, matando 2 dos seus 118 ocupantes.[242]
- 8 de junho - Voo VASP 168 - O Boeing 727-200 se chocou contra a Serra da Aratanha, no Ceará, matando todos os seus 137 ocupantes, entre os mortos está o empresário cearense Edson Queiroz.[243][244]
- 24 de junho - Voo British Airways 9 - o Boeing 747-263B entrou numa nuvem de cinzas na ilha de Java, na Indonésia e os quatro motores pararam de funcionar. O piloto fez um pouso de emergência e dos 248 passageiros e 15 tripulantes nenhum saiu ferido.

## 1983
- 23 de julho - Voo Air Canada 143 Planador de Gimli é o apelido de uma aeronave da Air Canada que se envolveu em um bizarro acidente aéreo. Em 23 de julho de 1983, um jato Boeing 767-200, cumprindo o voo 143 da Air Canada, ficou totalmente sem combustível a 41 mil pés de altitude (12.500 metros), aproximadamente na metade do caminho entre Montreal e Edmonton. A tripulação conseguiu pousar o avião em segurança no Aeroparque Industrial de Gimli, uma antiga base aérea em Gimli, Manitoba.[245]
- 1 de Setembro - um Boeing 747 da Korean Airlines, o Voo KAL 007, cai após ser atingido por dois caças soviéticos ao oeste de Sakhalin matando todas as 269 pessoas a bordo.[246]

## 1984
- 18 de abril - Em Imperatriz, Maranhão, um Embraer EMB-110 Bandeirante PT-GJZ colidiu com outro Embraer EMB-110 Bandeirante da Votec durante aproximação para pouso. O GJZ caiu e matou os dezoito ocupantes. O PT-GKL ainda conseguiu pousar forçado no Rio Tocantins e apenas um passageiro morreu dentre os 18 ocupantes.[247][248]
- 28 de junho - Um Embraer EMB-110 Bandeirante, matrícula PP-SBC, operava um voo fretado pela Petrobras que partiu do Aeroporto Internacional do Rio de Janeiro-Galeão para o Aeroporto de Macaé. A aeronave enfrentou forte chuva e caiu em Casimiro de Abreu. Todos os 16 passageiros e 2 tripulantes morreram. Os passageiros eram jornalistas de redes brasileiras que estavam preparando um relatório especial sobre a Bacia de Campos.[249][250]
- 20 de dezembro - Em Nova Friburgo, um choque de avião contra o Pico da Caledônia, matou todos os seus ocupantes, entre eles o jovem zagueiro Figueiredo, do Flamengo. As causas permanecem desconhecidas.

## 1985

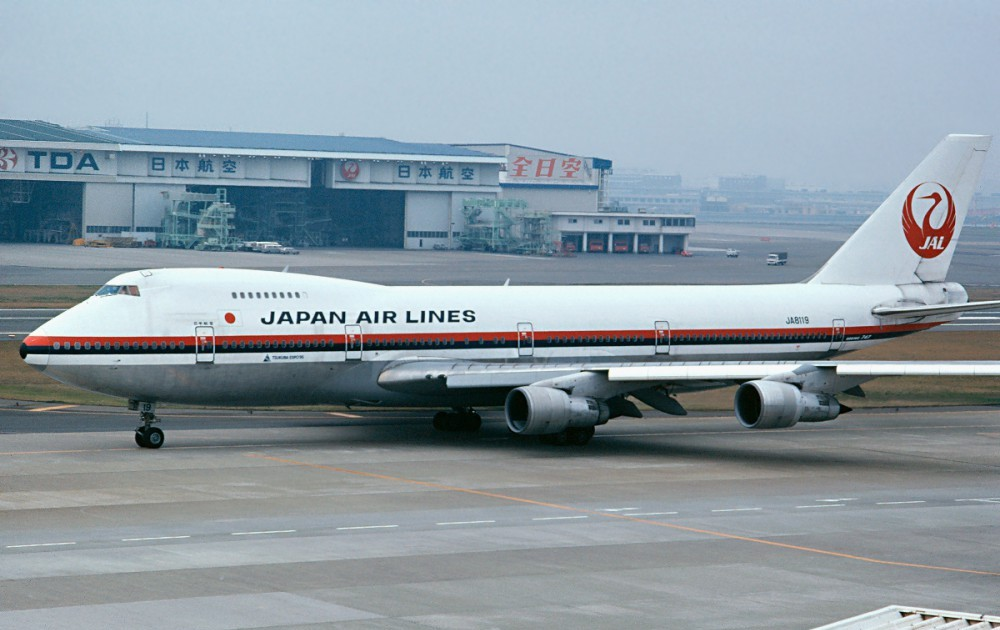
O Boeing 747 envolvido no Voo Japan Airlines 123, o maior acidente envolvendo apenas um avião.

- (Oceano Atlântico, perto da Irlanda) 23 de junho - O Voo Air India 182 da Air India, um Boeing 747, voava sobre o Oceano Atlântico quando uma explosão ocorreu no compartimento de carga, causando uma rápida descompressão, matando 329 pessoas.[251]
- 2 de agosto - O voo 191 da Delta Airlines, uma aeronave Lockheed L-1011 caiu quando realizava a aproximação final do Aeroporto Internacional Dallas-Fort Worth, matando 8 dos 11 membros da tripulação, 128 dos 152 passageiros e um uma pessoa no solo. As causas do acidente foram atribuídas a um fenômeno conhecido como Microburst.
- 12 de agosto - O Voo Japan Airlines 123 bateu no Monte Takamagahara a 100 km de Tóquio, matando 520 pessoas. Apenas 4 sobreviveram. É considerado o segundo pior acidente da história da aviação e o pior acidente em número de pessoas envolvendo apenas um avião.[252]
- 22 de agosto - Voo British Airtours 28M, um Boeing 737-200, aborta sua decolagem no Aeroporto Internacional de Manchester, na Inglaterra, por causa de um incêndio no motor; Enquanto 82 passageiros e tripulantes escapam vivos, 55 morrem, a maioria de intoxicação.

## 1986
- 31 de agosto - O Voo Aeroméxico 498 voava da Cidade do México, México, para o Aeroporto Internacional de Los Angeles, e um Piper PA-28-181 Archer, que ia de Torrance, Califórnia a Big Bear City, Califórnia. Colidiram em pleno voo sobre Cerritos, Califórnia, matando os 67 ocupantes dos dois aviões e mais 15 pessoas em solo.
- 19 de outubro - Queda do avião presidencial de Moçambique. O Tupolev 134 A, prefixo C9-CAA, de propriedade do governo de Moçambique bate nos Montes Libombos nas proximidades de Mbuzini, África do Sul. A aeronave transportava o presidente Samora Machel e parte de seu staff. No acidente morreriam, além de Machel, 34 pessoas das 44 que viajavam no Tupolev

## 1987
- Costa do Marfim 3 de janeiro - Um Boeing 707 da Varig, matrícula PP-VJK, fazendo o voo 797, e caiu sobre um pântano durante a aproximação final do aeroporto de Abidjan, Costa do Marfim após perder sustentação. Das 51 pessoas a bordo, apenas 1 sobreviveu.[253]
- 9 de maio - Voo LOT Polish Airlines 5055, um Ilyushin Il-62M, cai perto de Varsóvia por causa da falha do motor, os pilotos tentaram um pouso de emergência no Aeroporto de Varsóvia. Todos os 183 passageiros e membros da equipe morrem no acidente. É o pior acidente aéreo da Polônia.
- 28 de novembro - Voo South African Airways 295, um Boeing 747, cai no oceano Índico após um incêndio no porão de carga. Todos os 159 a bordo morrem. Poucos vestígios foram encontrados.[254]
- 7 de dezembro - Voo Pacific Southwest Airlines 1771, era um voo comercial que caiu perto de Cayucos, Califórnia, Estados Unidos, como resultado de um esquema de assassinato-suicídio por um dos passageiros. Todas as 43 pessoas a bordo da aeronave morreram.
- 8 de dezembro - Um Fokker F27 caiu no oceano pacífico entre o distrito de Ventanilla e a cidade de Callao no Peru, os jogadores e a comissão técnica do Alianza Lima estavam indo para um jogo em Callao contra o Deportivo, e sairia com a vitória de 1 a 0. 43 pessoas morreram no acidente, entre elas, a comissão técnica e os jogadores do Alianza Lima. O único que sobreviveu foi o piloto.

## 1988
- 17 de março - Voo Avianca 410. Após decolar de Cartagena, com destino a Cúcuta, realizando o Voo 410, um Boeing 727, prefixo HK-1716 da Avianca choca-se contra a Montanha La Cuchilla, 25 km a noroeste de Cúcuta. O acidente mataria todos os 143 ocupantes da aeronave.[255][256]
- 28 de abril - Voo Aloha Airlines 243. Durante o voo, ocorre uma falha em um ponto da fuselagem, localizado sobre o salão de passageiros, resultando na descompressão da aeronave e a morte de uma aeromoça (que seria sugada para fora da aeronave).  Posteriormente seria descoberto que a fuselagem sofrera fadiga estrutural[257][258]
- 26 de junho - Voo Air France 296 - Voo de demonstração de desempenho do Airbus. A aeronave acabou explodindo numa floresta, no final da pista, quando o piloto não conseguiu arremeter. O A320-111 transportava 6 tripulantes e 130 passageiros, dos quais 50 saíram feridos e 3 morreram.
- 3 de julho - Voo Iran Air 655 derrubado por um míssil antiaéreo, resultando na morte de 290 passageiros.[259][260]
- 29 de setembro - Voo 375 da VASP, feito por um Boeing 737-300 é sequestrado por um maranhense, com a intenção de jogar o avião contra o Palácio do Planalto e matar o então presidente da República, José Sarney. O sequestro acaba sem sucesso. O co-piloto, Vangelis morreu atingido pelo projétil da arma de fogo disparada pelo  sequestrador. O comissário de voo, Ronaldo, foi ferido, atingido na orelha por outro disparo momentos antes.[261][262]
- 21 de dezembro - Atentado de Lockerbie mata 270 pessoas.[263][264]

## 1989
- 8 de fevereiro - Voo 1851 da Independent Air. Um Boeing 707 despenha-se contra uma colina na aproximação à pista de Sta Maria, nos Açores. Morreram todos os 144 ocupantes.[265]
- 24 de Fevereiro - Voo United Airlines 811[266] teve que efetuar uma aterragem forçada depois de perder uma porta de carga logo a seguir a descolar de Honolulu. Morreram 9 passageiros.
- 10 de março - Voo Air Ontario 1363 que caio perto de Dryner, Ontário pouco antes da decolagem no Aeroporto Regional de Dryner, 24 dos 65 passageiros a bordo morreram.
- 21 de março -Voo Transbrasil 801. Um cargueiro que fazia a rota Manaus-São Paulo cai no Jardim Ipanema, a menos de 3 km do Aeroporto Internacional de Guarulhos, deixando 25 mortos e mais de 100 feridos.[267]
- 19 de julho - Voo United Airlines 232. O Avião perde fluidos hidráulicos e faz um pouso de emergência em Sioux City. Dos 307 ocupantes 111 morrem, 196 sobrevivem. O acidente foi considerado uma batalha heróica do piloto contra o avião.[268]
- 3 de setembro - Voo Varig 254, em que morreram 12 pessoas ao fazer pouso forçado em  área próxima Serra do Cachimbo, Pará, Brasil.[269]
- 19 de setembro - Voo UTA 772: uma bomba é detonada no porão de carga de um Douglas DC-10 que voava entre Brazzaville e N'Djamena, matando todos os 170 ocupantes. Os destroços da aeronave foram localizados próximo a Ténéré, no Níger. Seis líbios, alguns dos quais eram funcionários do governo, foram acusados de participação no ataque.
- 27 de novembro - Voo Avianca 203. Uma bomba foi colocada no avião pelo  Cartel de Medellín, a mando de  Pablo Escobar com a intenção de matar o principal candidato à presidência da Colômbia, César Gaviria Trujillo. O presidente não embarcou devido a suspeitas do serviço de inteligência colombiana que o alertaram, mas, morreram todos as 107 pessoas que estavam a bordo e 3 pessoas que estavam em terra.
- 28 de novembro - Aeroclube de Sorocaba, em que faleceram 2 pessoas, instrutor e aluno ao colidir contra a Serra do Itaqueri, devido condições meteorológicas, Águas de São Pedro, São Paulo, Brasil.[270]

## 1990
- 25 de janeiro - Voo Avianca 52, um Boeing 707 SFP da Avianca que fazia a rota Bogotá - Nova Iorque via Medellín com 149 passageiros a bordo e 9 tripulantes caiu em Cove Neck, Long Island, Nova Iorque por falta de combustível, matando 73 pessoas.
- 14 de fevereiro - Indian Airlines 605, um Airbus A320 da Indian Airlines decolando de Bombaim com destino a Bangalore, caiu às 13h03 a menos de 1 km do Aeroporto HAL em Bangalore. A aeronave transportava 139 passageiros e 7 tripulantes, sendo que o resultado final do acidente contabilizou 92 mortes. A investigação concluiu que houve falha humana como causa do desastre. O acidente é considero o primeiro de grandes proporções do modelo A320[271]
- 14 de Novembro - Voo Alitalia 404, um DC-9-32 que partia do Aeroporto de Linate em Milão, com destino a Zurique, na Suíça, passou da pista e caiu nas florestas de Weiach, perto do Aeroporto de Zurique, matando todas as 46 pessoas a bordo.

## 1991
- 1 de fevereiro - Desastre da pista de Los Angeles: um Boeing 737-300 operado pela US Airways, que realizava o voo 1493, colidiu com um  turboélice Fairchild Swearingen Metroliner que se preparava para decolar. Foi atribuído como fator principal para a causa do acidente, erro do controlador da torre
- 3 de março - Voo United Airlines 585, um Boeing 737-200, falha ao tentar pousar no Aeroporto de Colorado Springs, Colorado Springs, matando todas as 25 pessoas a bordo. A causa do acidente não é identificada até a investigação do acidente do Voo USAir 427 em 1994; Ambos os acidentes são eventualmente atribuídos a defeitos em uma válvula associada ao leme.
- 26 de maio - O Voo Lauda Air 004 foi um voo internacional de passageiros de um Boeing 767-300ER que caiu em  devido a um descompasso inversor do motor No.1 no meio do voo, matando todos os 213 passageiros e os 10 tripulantes a bordo. Até a data, continua a ser o acidente de aviação mais mortífero envolvendo um Boeing 767 e o acidente de aviação mais mortífero na Tailândia. O acidente também marcou o primeiro incidente fatal do tipo de aeronave e a primeira perda do B767. Lauda Air foi fundada e administrada pelo ex-campeão mundial de Fórmula 1, Niki Lauda. Lauda foi pessoalmente envolvido na investigação do acidente.
- 11 de julho - Voo Nigeria Airways 2120, um McDonnell Douglas DC-8 da Nationair fretado pela Nigeria Airways para transportar peregrinos nigerianos para Meca, cai logo após a decolagem do Aeroporto Internacional Rei Abdulaziz, Jidá, na Arábia Saudita, devido a um incêndio causado pelo superaquecimento de pneus. Todos os 261 a bordo morrem, incluindo 14 membros da equipe canadense.

## 1992
- 20 de janeiro - Voo Air Inter 148, Um Airbus A320 da Air Inter, caiu na encosta de uma montanha, pouco antes de aterrissar em Estrasburgo. Somente 9 pessoas sobreviveram, e a causa do acidente foi considerada como pouca experiência dos pilotos no Airbus A320, um erro do controlador de tráfego aéreo, e uma função do piloto automático (FPA) confundida com outra (V/S)
- 03 de fevereiro - Em aproximação a Guanambi, na cidade de Caetité, um Embraer 110 Bandeirante, da Nordeste Linhas Aéreas, entrou em voo visual dentro da camada de nuvens, e acabou colidindo contra o paredão da serra. A navegação foi deficiente: a aeronave não deveria estar naquele ponto, naquela altitude. Morreram todos os 12 ocupantes.
- 6 de junho - Voo Copa Airlines 201, um Boeing 737-200 Advanced, cai na floresta de Darién, Panamá, matando todos os 47 passageiros e tripulantes a bordo; O defeito do indicador de atitude é a principal causa.
- 28 de julho - Learjet PT-LHU, o avião da Learjet LR-25C operado pela Crasa Taxi Aéreo, decolando de Curitiba com destino ao Rio de Janeiro, colide contra o Morro do Espia, em Iguape. Todos os 2 tripulantes e 4 passageiros morreram.[272]
- 31 de julho - Voo Thai Airways International 311, um Airbus A310, colide contra uma montanha, à caminho de Kathmandu, Nepal, matando todos os 14 tripulantes e 99 passageiros a bordo.
- 28 de setembro - Voo Pakistan International Airlines 268, um Airbus A300, cai perto de Katmandu, Nepal, matando todos os 12 tripulantes e 155 passageiros.
- 4 de outubro - Voo El Al 1862, um Boeing 747 cargueiro, cai em um prédio de apartamento em Amsterdã depois que dois de seus motores se separaram da asa. 43 pessoas, incluindo os 3 tripulantes, são mortas.
- 12 de outubro - Um helicóptero cai no mar em Angra dos Reis, matando 5 pessoas: os políticos Ulysses Guimarães e Severo Gomes, suas respectivas esposas e o piloto do helicóptero, cujo proprietário era o Moinho São Jorge.
- 14 de novembro - Voo Vietnam Airlines 474, um Yakovlev Yak-40 cai enquanto se aproximava do Aeroporto de Nha Trang, em meio de uma tempestade tropical. 30 pessoas a bordo são mortas e 1 sobrevive.
- 24 de novembro - Voo China Southern Airlines 3943, um Boeing 737-300, cai na descida para o Aeroporto de Guilin Liangjiang, matando todos os 141 a bordo.
- 21 de dezembro - Voo Martinair MP495, um DC-10 da companhia holandesa, em que morreram 56 pessoas à aterragem no Aeroporto de Faro.[273]
- 22 de dezembro - Voo Libyan Arab Airlines 1103, um Boeing 727, colide com um MiG-23 da Força Aérea da Líbia perto do Aeroporto Internacional de Tripoli, matando todos os 159 a bordo de ambas as aeronaves.

## 1993

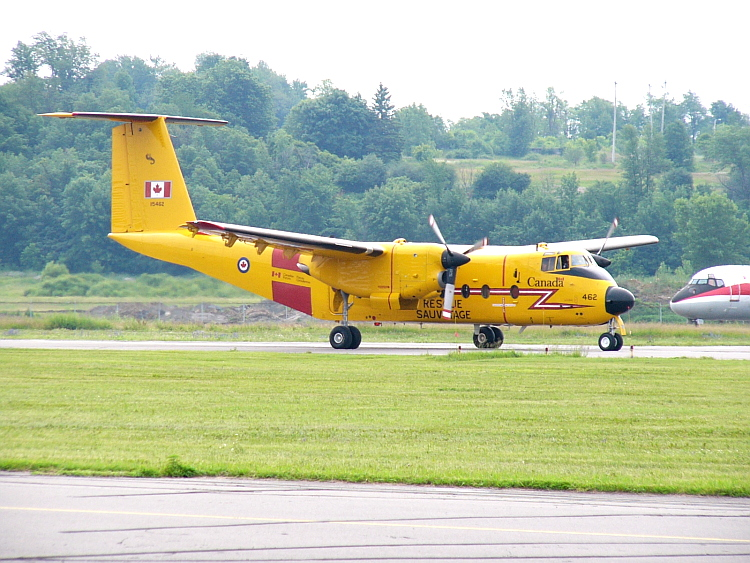
Avião de modelo De Havilland Canada DHC-5D Buffalo, similar ao envolvido no acidente com a seleção da Zâmbia de futebol em 1993

- Avião de modelo De Havilland Canada DHC-5D Buffalo, similar ao envolvido no acidente com a seleção da Zâmbia de futebol em 1993  17 de Abril - Desastre aéreo com a Seleção Zambiana de Futebol em 1993, Um avião de modelo De Havilland Canada DHC-5D Buffalo (prefixo AF-319) levando a seleção zambiana de futebol[274] caiu no litoral do Gabão,[275] perto de sua capital Libreville, matando todos os 30 passageiros e tripulantes a bordo.

## 1994
- 21 de agosto - Voo Royal Air Maroc 630 - O voo da Royal Air Maroc acabou em tragédia 10 minutos depois do ATR-42 ter descolado do Aeroporto Internacional Al Massira, em Agadir. Todos os 44 passageiros a bordo morreram, A investigação concluiu que o piloto automático do ATR-42 foi desligado deliberadamente pelo piloto de 32 anos, Younes Khayati, que de seguida fez cair o avião.[241]
- 8 de setembro - Voo USAir 427, o acidente que foi considerado de causas "indefinidas".[276]
- 23 de março - Voo Aeroflot 593, o Airbus A310 caiu a 20 km a leste de Mejdurechensk sem nenhum motivo aparente. Ao investigarem a caixa preta do Airbus A310, foi descoberto que o piloto Yaroslav Kudrinsky autorizou a entrada de seus filhos adolescentes, Yana e Eldar, permitindo que os mesmos fizessem manobras sentados na poltrona do piloto. Eldar (15 anos), sem se dar conta, teria desligado o piloto automático deixando o Airbus A310 em uso manual controlado por ele. O avião se inclinou 45 graus. Ao perceberem o erro, piloto e co-piloto tentaram, em vão, retomar o controle do Airbus A310. O Airbus A310 se chocou contra um morro de 600m, matando todos a bordo (75 pessoas). Foi um dos acidentes mais bizarros da aviação mundial.
- 26 de Abril - Voo China Airlines 140, um Airbus A300 com 271 pessoas a bordo cai próximo a linha central da pista após arremeter no Aeroporto de Nagoya, no Japão. 264 pessoas morreram. Apenas 7 pessoas sobreviveram.

## 1995
- 25 de maio - Quatro pessoas morreram em Lages após a aeronave de táxi aéreo que vinha de Florianópolis colidir com um morro no bairro Tributo, minutos antes de pousar no Aeroporto de Lages.[277]
- 31 de março - Voo TAROM 371, um Airbus A310 da Tarom era um voo internacional programado de passageiros, voando com um Airbus A310 do Aeroporto Internacional de Otopeni, na capital da Romênia, Bucareste, até o Aeroporto de Bruxelas, em Bruxelas, na Bélgica. O voo foi operado pela TAROM, a companhia aérea da Romênia. Em 31 de março de 1995, o Airbus A310-324, registrado como YR-LCC, mergulhou de nariz para baixo após a decolagem e caiu perto de Balotești, na Romênia. Todas as 60 pessoas a bordo morreram no acidente.
- 20 de dezembro - Voo American Airlines 965, um Boeing 757 da American Airlines cai em um morro, próximo á Cali, apenas 4 sobreviveram.[278]

## 1996
- 29 de Janeiro - A queda de um avião bimotor em uma rua do bairro de Lurdes, na periferia de Anápolis (57 km de Goiânia-GO), matou os três tripulantes e feriu três pessoas. O avião explodiu em seguida.O acidente ocorreu às 14h35, dois minutos após o avião ter decolado do aeroporto de Anápolis com destino a Luziânia (200 km de Goiânia). As causas do acidente ainda são desconhecidas.Morreram no acidente o dono da aeronave, Urubatan Andrade da Mota, o piloto, identificado como Sérgio, e um passageiro, identificado como Elenílton. O fogo destruiu a garagem de uma casa térrea, causando queimaduras em três pessoas.
- 2 de março - Acidente do Learjet 25D prefixo PT-LSD em 1996, um Learjet 25 prefixo PT-LSD que levava a Banda Mamonas Assassinas de Brasília, para Guarulhos se choca contra a Serra da Cantareira matando todos os 9 passageiros.[279]
- 17 de julho - Voo TWA 800 cai na costa de Long Island após uma explosão no tanque central de combustível, quebrando o avião em vários destroços e matando todas as 230 pessoas a bordo.[280]
- 2 de outubro - Voo Aeroperú 603. A aeronave caiu no Oceano Pacífico, matando os 70 ocupantes.[281]
- 31 de outubro - Voo TAM 402, em que morreram 99 pessoas, quando o avião, um Fokker 100 caiu perto do Aeroporto de Congonhas, em São Paulo, Brasil, quando decolava devido a uma falha no reversor.[282]
- 12 de novembro - Desastre aéreo da Colisão aérea de Charkhi Dadri, o voo Saudia 763 colidiu em pleno ar com voo Kazakhstan Airlines 1907. Todos os 349 passageiros e tripulantes das duas aeronaves morreram.[283]
- 23 de novembro - O Voo Ethiopian Airlines 961, que partiu de Adis Abeba, na Etiópia, com destino a Nairobi, Quênia, foi sequestrado por três etíopes, que obrigaram o piloto a desviar a rota da aeronave. O avião, sem combustível, caiu no Oceano Índico, próximo à praia, nas Comores. Entre as 175 pessoas a bordo, 125 morreram e 50 ficaram feridas.[284]

## 1997
- 6 de agosto - Voo Korean Air 801, colide próximo ao Aeroporto Internacional Antonio B. Won Pat, em Hagåtña, Guam. Das 254 pessoas a bordo, 228 morreram.[285]
- 15 de agosto - Um avião explode no ar e cai no quintal de uma casa no bairro Jardim Elisabeth em Santa Catarina. A aeronave Cessna 550 Citation II, prefixo PT-LML, tinha decolado minutos antes do aeroporto Salgado Filho, em Porto Alegre (RS), a caminho do Rio de Janeiro. Morreram os pilotos. Não havia passageiros a bordo.[286]
- 9 de julho - Voo TAM 283 - A aeronave partiu de Vitória com destino a São Paulo, com uma escala em São José dos Campos. Na última parte da viagem, uma bomba detonada a bordo do avião abriu um rombo na fuselagem, causando a morte de um passageiro.[287]
- 14 de julho -  Um acidente com um avião monomotor ERCOUPE 415C, prefixo PP-DEN, na cidade de Conselheiro Lafaiete - MG deixou oito mortos e pelo menos 11 feridos. O avião sobrevoava a praça do Cristo, onde aconteceria à noite uma festa junina. Segundo testemunhas, em um dos voos rasantes sobre a praça, a asa esquerda bateu em um poste de iluminação, em torno da estátua do Cristo. Depois do choque, o avião começou a cair, atropelando as pessoas.[288] O acidente foi apontado como resultado da da imprudência e imperícia do piloto, que no mesmo dia fugiu do hospital, o mesmo só veio a ser localizado e preso em 2011.[289]
- 18 de maio - O Aeroclube da cidade de Lages comemorava seus 55 anos e voos panorâmicos faziam parte das programações do evento além de shows com paraquedistas. Por volta das 17h10 durante as apresentações houve o choque entre o avião Cessna 310 que fazia passeios panorâmicos com o público e o monomotor Skylane que levava os pára-quedistas. No choque, 12 pessoas morreram (sendo 8 no bimotor e 4 no monomotor). A 13ª vítima foi uma dona de casa que morreu quando foi atingida por um dos corpos quando tentava entrar em casa.[277]
- 1 de Outubro - Acidente do Embraer EMB-121 prefixo PP-EHJ em 1997 - O avião era um Xingú 121, prefixo PP-EHJ, fabricado pela Embraer e de propriedade do governo gaúcho cai a 1 km da cabeceira do aeroporto de Chapecó-SC, matando os 2 tripulantes e os 5 passagerios que eram medicos que estavam vindo a Chapecó para recolher órgãos para tranplantar em pacientes em Porto Alegre.
- 19 de dezembro - Voo SilkAir 185, despencou do ar no Rio Musi, próximo à Palembang, matando todas as 104 pessoas a bordo. Com a investigação é colocada a hipótese de o piloto Tsu ter derrubado a aeronave propositadamente. Além de possuir muitas dívidas, há exatos 18 anos atrás, no dia 19 de dezembro de 1979, quando o comandante Tsu era piloto de acrobacias na Força Aérea de Singapura, quatro de seus colegas pilotos morreram ao se chocarem com uma montanha envolta em nuvens, nas Filipinas. Tsu só sobreviveu porque um problema mecânico o obrigou a voltar com seu avião. Talvez, por conta de todos esses fatores, devido à enorme depressão. Ele teria deliberado a queda para o suicídio, e matado o restante das pessoas a bordo. O dispositivo responsável pela gravação de voz da caixa preta foi desligado 2 minutos antes da queda, de forma proposital. A investigação também colocou a hipótese de funcionamento deficiente do dispositivo hidráulico de controlo do leme do avião, uma vez que acidentes prévios tinham acontecido com este modelo de equipamento. O relatório final considerou não ser possível determinar as causas do acidente.
- 12 de outubro - Queda de um Avião Long-EZ pilotado pelo cantor norte americano John Denver na Calfórnia, matando o Cantor.

## 1998
- 16 de fevereiro - Voo China Airlines 676, um Airbus A300 cai em uma área residencial de Taipé.[290]
- 2 de Setembro - Voo Swissair 111, entre Nova Iorque e Genebra, era operado pela Swissair e caiu no Oceano Atlântico com 229 pessoas a bordo, não houve sobreviventes.[291]

## 1999
- 1 de junho - Voo American Airlines 1420, cai nas proximidades de Little Rock, Arkansas e mata 11 dos 145 ocupantes.[292]
- 22 de agosto - Voo China Airlines 642, o DC-10 realizou um pouso mal sucedido durante uma tempestade, capotou e pegou fogo, levando a morte de 3 dos 315 ocupantes.[293]
- 31 de outubro - Voo EgyptAir 990, o Boeing 767-300 caiu no mar em uma velocidade considerada "supersônica". A causa, foi considerada que o co-piloto deliberou a queda para se suicidar. Não há sobreviventes.[294]
- 11 de dezembro - Voo ATP SP530M, o BAe ATP da SATA. Num dia de forte nevoeiro, despenha-se na Ilha de São Jorge após chocar com o Pico da Esperança. Morreram todos os 35 ocupantes.[295]

## 2000
- 10 de janeiro - Voo Crossair 498, um Saab 340 cai dois minutos depois de levantar voo em Niederhasli, Suíça, matando todas as 10 pessoas a bordo.
- 30 de Janeiro - Voo Kenya Airways 431, um Airbus A310 da Kenya Airways cai no Oceano Atlântico pouco depois de decolar de Abidjan, na Costa do Marfim, a caminho de Lagos, na Nigéria. Apenas 10 das 179 pessoas a bordo sobreviveram.[296]
- 31 de janeiro - Voo Alaska Airlines 261, um McDonnell Douglas MD-83 da Alaska Airlines, que voava de Puerto Vallarta para Seattle, com uma escala em San Francisco, cai no mar, perto do norte de Los Angeles, matando todas as 88 pessoas a bordo.[297]
- 19 de abril - Voo Air Phillippines 541, um Boeing 737-200 da Air Phillippines que seguia de Manila para Davao se acidenta quando se preparava para pousar, matando as 131 pessoas a bordo.[298]
- 17 de julho - Voo Alliance Air 7412, um Boeing 737-200 da Alliance Air sofre acidente tentava pousar em Patna, na Índia, causando a morte das 51 pessoas a bordo e de quatro pessoas no solo.[299]
- 25 de julho - Voo Air France 4590. Um Concorde, perfixo F-BTSC, cai em um hotel na França, após decolar do Aeroporto Charles de Gaulle. A causa foi uma peça de um DC-10 que se soltou e foi deixada no meio da pista, batendo na asa esquerda. 113 pessoas (100 passageiros, 9 tripulantes e 4 pessoas no hotel) morreram. Esse foi um dos motivos para o descontinuamento do uso dessa aeronave.[300]
- 23 de agosto - Voo Gulf Air 072, um Airbus A320 da Gulf Air caiu no Golfo Pérsico pouco antes da hora do pouso, em Manama, Bahrein. Causando a morte das 143 pessoas a bordo, investigações concluíram que uma desorientação espacial causou o acidente.[301]
- 31 de outubro - Voo Singapore Airlines 006, um Boeing 747 da Singapore Airlines, que seguia para Los Angeles, bate em carros de construção na pista e parte em dois no Aeroporto de Taoyuan, em Taiwan, matando 78 das 179 pessoas a bordo.[302]

## 2001

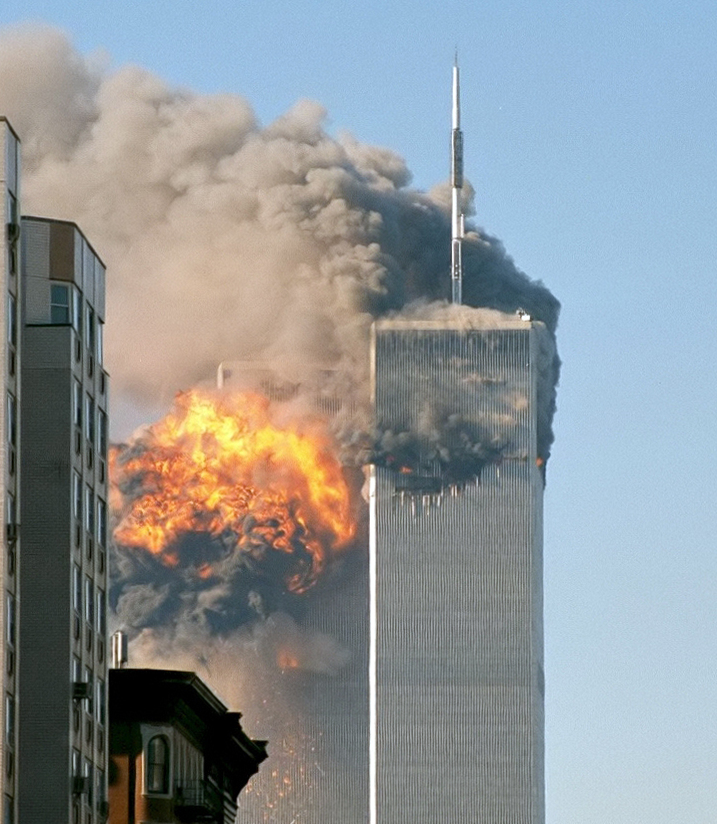
Os ataques de 11 de setembro de 2001 envolveram quatro aviões.

- 4 de julho - Voo Vladivostok Air 352, um Tupolev 154 da Vladivostok Air, que seguia de Yakaterinburgo para Vladivostok se acidentou próximo a cidade de Irkutsk, matando 133 passageiros e 10 tripulantes.[303]
- 27 de julho - Um helicóptero de propriedade do Grupo Pão de Açúcar em que viajavam o empresário João Paulo Diniz e sua namorada, a famosa modelo Fernanda Vogel, caiu no litoral paulista. Além dos dois passageiros, viajavam também o piloto e o co-piloto. Morreram nesse trágico acidente o piloto e a modelo, que morreu afogada enquanto tentava nadar para voltar para a praia.
- 24 de agosto - Voo Air Transat 236, um Airbus A330-300 com mais de 300 pessoas a bordo fica sem combustível no meio do Oceano Atlântico mas consegue planar e pousar na Base das Lajes.[304]
- 25 de agosto - Às 06:45 (EST), a famosa cantora Aaliyah e membros da gravadora embarcaram em um bimotor Cessna 402 de prefixo N8097W em Marsh Harbour, Ilhas Abaco, Bahamas, para voltar aos Estados Unidos, onde desembarcariam no Aeroporto Executivo de Opa-Locka, em Miami. O grupo não sabia que o avião era incapaz de trasportar parte do equipamento das filmagens, ultrapassando o padrão de peso e o limite para o próprio equilíbrio, proporcionado pela Cessna. O avião caiu em uma área pantanosa das Bahamas, logo após decolar, a cerca de 200 metros do fim da pista, e explodiu. Aaliyah, o piloto Luis Morales III, o cabeleireiro Eric Forman, os seguranças Anthony Dodd e Gallin Scott, o produtor de vídeo Douglas Kratz, o estilista Christopher Maldonado, a funcionária da Blackground Records Keith Wallace, e a funcionária da Virgin Records morreram nesse trágico acidente.
- 11 de setembro - Ataques de 11 de Setembro de 2001, envolvendo quatro aviões. Somente nos aviões, os mortos chegaram a 265.[305][306][307][308]
- 4 de outubro - Voo Siberia Airlines 1812, um Tupolev 154 da empresa aérea russa Siberia Airlines, que seguia de Tel Aviv para Novosibirsk, explode durante o voo e cai no Mar Negro, próximo à Fatsa, Turquia. Matando todas as 78 pessoas a bordo, o avião foi abatido acidentalmente por um míssil do Exército Ucraniano.[309]
- 8 de outubro - Desastre aéreo de Linate, um avião da Scandinavian Airlines se choca contra um pequeno avião em meio à forte neblina na pista do Aeroporto de Linate, em Milão, causando a morte de 118 pessoas.[310]
- 12 de novembro - Voo American Airlines 587, 3 minutos após decolar do Aeroporto Internacional John F. Kennedy em Nova York, um Airbus A300 da American Airlines perde o leme enquanto virava à esquerda, numa altitude de 2800 pés. O avião cai em Belle Harbor, no Queens. 260 pessoas no avião e mais 5 no solo são mortas.[311]
- 24 de novembro - O Voo Crossair 3597 era uma linha regional, de registro HB-IXM, que fazia ligação entre Berlim e Zurique  que caiu quando sobrevoava a pequena cidade de Bassersdorf, a poucos minutos de Zurique, onde pousaria no Aeroporto de Zurique. A aeronave bateu em uma faixa de árvores e colidiu com uma cadeia de colinas, incendiando-se. O trágico acidente matou 24 das 33 pessoas a bordo, incluindo a famosa cantora Melanie Thornton.

## 2002
- 28 de janeiro - Voo TAME 120, um Boeing 727-100 da empresa equatoriana TAME com 92 pessoas a bordo cai em uma montanha, perto de Ipiales, na região da fronteira com a Colômbia.[312]
- 12 de fevereiro - Voo Iran Air Tours 956, um Tupolev 154 da companhia aérea iraniana Iran Air Tours cai no sudeste do Irã. Todas as 119 pessoas morrem.[313]
- 25 de maio - Voo China Airlines 611, um Boeing 747 sofre uma despressurização explosiva e a parte traseira do avião se soltou da fuselagem, quebrando o avião em vários destroços enquanto estava sobre o estreito de Taiwan e os destroços caíram no mar. Todos os 225 ocupantes morreram no acidente.[314]
- 1 de julho - Desastre aéreo de Überlingen, o voo DHL 611, que saiu da Itália com destino a Bruxelas colide com o voo Bashkirian Airlines 2937, que saiu da Moscou com destino a Barcelona. A colisão foi entre as cidades de Owingen e Überlingen, na Alemanha. No avião havia 46 adolescentes prodígios da Cidade de Ufa, na Rússia, que foram escolhidos pela UNESCO para passarem as férias em Barcelona. O total de vítimas foram 71 mortos e nenhum sobrevivente. A história não acaba por aí, um arquiteto, que perdeu a família, mata um dos controladores a facada, o arquiteto foi preso e posteriormente encaminhado a uma clínica psiquiátrica. A culpa não foi desse controlador e sim do Skyguide que falhou.[315][316]
- 28 de agosto - Um DHC-6 Twin Otter, da companhia aérea Shangri-La Air, cai no Nepal. A aeronave se partiu em vários pedaços, no total 15 pessoas morreram.[317]
- 30 de agosto - Voo TAM 3804, um Fokker 100 da TAM Linhas Aéreas realiza um pouso de emergência em uma fazenda em Birigüi, São Paulo. O acidente ocorre após a falha de uma tubulação metálica entre as bombas de baixa e de alta pressão de combustível, que havia sido mal projetada (contato contínuo entre partes com metais diferentes, aço e alumínio, causando deterioração rápida, acelerada pela formação de alumina/óxido de alumínio). Todos os ocupantes saem ilesos, mas a aeronave torna-se economicamente irrecuperável.[318]
- 30 de agosto - Um Embraer EMB-120 Brasília cai em Rio Branco, Brasil, em meio a uma tempestade. Somente oito das 31 pessoas a bordo sobreviveram e a aeronave torna-se economicamente irrecuperável.[319]
- 14 de setembro - Um ATR-42, da Total Linhas Aéreas, prefixo PT-MTS, realizando um voo cargueiro, cai no interior de São Paulo. Nenhum dos dois pilotos, únicos ocupantes a bordo, sobrevive, e a aeronave fica destruída.[320]

## 2003
- 11 de Setembro - Um Beechcraft King Air 200 cai 4 minutos depois de descolar do aeroporto da Madeira, todos os 10 ocupantes morrem.
- 22 de novembro - Um Airbus A300 da DHL é atingido por um míssil perto de Bagdá, no Iraque e perde a função do sistema hidráulico, mas consegue pousar em segurança no Aeroporto Internacional de Bagdá com apenas controles do motor, ninguém se feriu ou morreu. Este é o primeiro desembarque não fatal de uma linha aérea sem superfícies de controle.
- 25 de Dezembro - Voo UTAGE 141, um Boeing 727 da Union des Transports Aériens de Guinée cai em uma praia de Cotonou, matando 151 dos 163 ocupantes.[321]

## 2004
- 3 de janeiro - Voo Flash Airlines 604 cai no Mar Vermelho logo após a decolagem, matando todos os 148 passageiros, maioria franceses que passavam férias em Sharm el-Sheikh. Fatores como falha humana e falta de manutenção contribuíram para o acidente. Após pouco tempo, a Flash Airlines faliu.
- 14 de maio - Um Embraer EMB-120 Brasília da Rico Linhas Aéreas cai próximo de Manaus, Brasil, matando todas as 33 pessoas a bordo.[322]

## 2005
- 6 de agosto - Tuninter 1153, o ATR-72 decola do Aeroporto Internacional de Bari, após ter vindo de Túnis para buscar 35 passageiros - em sua maioria italianos - e segue direto para a cidade de Djerba, no litoral da Tunísia. Quando o avião chegou perto da Sicília, o motor direito para. A Tripulação tentou diversas vezes religá-lo até que, passados dois minutos o motor esquerdo do ATR-72 também para. Assim,eles tentam um pouso no mediterrâneo. No momento em que cairam,o avião foi dividido em 3 seções. 16 pessoas de 39 ocupantes morrem.
- 14 de agosto - Voo Helios Airways 522, um Boeing 737 bate nas montanhas ao norte da Grécia matando todos os 115 passageiros e 6 tripulantes. Os investigadores do acidente concluiriam que o avião não havia sido pressurizado antes do voo e por isso a tripulação sofreu perda da consciência causado pela hipoxia. Consequentemente, o avião continuou voando até o combustível acabar.[323]
- 16 de agosto - Voo West Caribbean Airways 708, caiu em Machiques, Venezuela, depois de decolar do Aeroporto Internacional Tocumen, na Cidade do Panamá. Todos os 152 passageiros e 8 tripulantes morreram.

## 2006
- 3 de março - Um helicóptero comercial de uma empresa de táxi aéreo cai em Barueri, na grande São Paulo. O piloto ficou ferido e duas pessoas morreram. Os dois eram filhos do dono da empresa.[324]
- 31 de março - Voo TEAM 6864, um LET410 choca-se contra uma montanha próximo de Macaé - RJ, matando as 19 pessoas a bordo.[324]
- 3 de maio - Airbus A320 da empresa Armavia cai no Mar Negro, os 8 tripulantes e 105 passageiros morreram.[325]
- 9 de julho - Airbus A310 da S7 Airlines na aterrissagem atravessa a pista de pouso sem freiar e colide contra um barreira de concreto: 131 pessoas morreram e outras 55 foram gravemente feridas.[326]
- 10 de julho - Fokker F-27 da Pakistan International Airlines cai logo após decolar. Os 41 passageiros e 4 tripulantes morreram no acidente.[327]

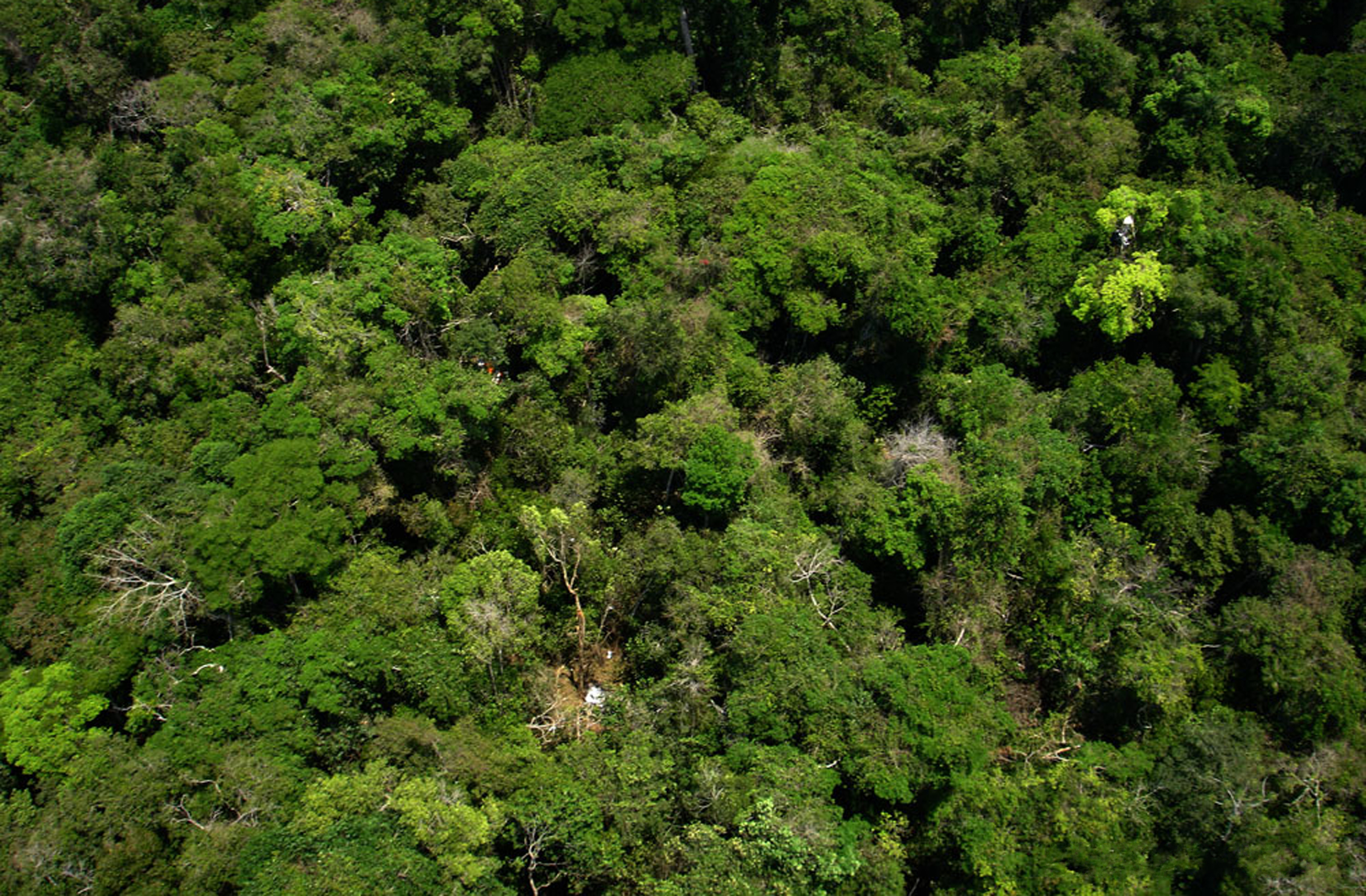
Local da queda do Boeing, Voo Gol 1907, em plena Floresta Amazônica.

- 22 de agosto - Um avião do tipo Tupolev Tu-154 da empresa russa Pulkovo Airlines caiu matando todos os 170 ocupantes da aeronave.[328]
- 27 de agosto - Bombardier CRJ100 da Comair, subsidiária da Delta Air Lines, cai logo após a decolagem, pois escolheu-se erroneamente uma pista muito curta para a decolagem. Dos 47 passageiros e tripulantes, somente o co-piloto sobreviveu.[329]
- 29 de setembro - Voo Gol 1907, em que morreram todas as 154 pessoas a bordo, no estado do Mato Grosso, Brasil. O avião colidiu contra um jato Legacy.[330][331]

## 2007
- 1 de janeiro - Voo Adam Air 574, onde um Boeing 737-400 da Adam Air cai entre o Oceano Indico e a ilha  de Sulawesi, na Indonesia, em que morreram todas as 102 pessoas a bordo. Até hoje, um corpo e vários destroços foram encontrados.[332]
- 9 de janeiro - Voo AerianTur-M, onde o Antonov An-26 caiu no local despovoado, perto do aeroporto, perto de Balad, no Iraque, matando 34 das 35 pessoas a bordo. A causa oficial do ruído elétrico é a condição de tempo ruim, mas outras fontes divulgaram inicialmente que o avião foi atingido por um míssil disparado por rebeldes.[333]
- 27 de janeiro - Um monomotor Cessna 182, com prefixo PT-DOJ, de propriedade do prefeito de Divinópolis, Chico Pereira Lima, o Chico do Rádio, saia de Imperatriz para Paragominas, no Brasil, com 6 pessoas, quando minutos depois, pega fogo e cai na cidade, matando pai e filho e ferindo os restantes passageiros.[334]
- 15 de fevereiro – Voo Air Mauritanie: Boeing 737 é sequestrado por um atirador depois de decolar Nouakchott, Mauritânia, que é desviado para as Canárias, Espanha, mas as forças de segurança invadem o avião e prendem o atirador, sem nenhum ferimento aos 79 pessoas a bordo.[335]
- 21 de fevereiro – O Voo Adam Air 172, onde o Boeing 737, sofre os danos estruturais ao aterrar próximo Surabaya, Indonésia. Nenhum dos 149 pessoas no avião é ferido seriamente, mas seis aviões de voo Boeing 737 do Adam Air são apreendidos pelas forças seguranças indonésias para a perícia.[336]
- 7 de março - O Voo Garuda Indonesia 200, onde o Boeing 737 da Garuda Indonesia, deixa de funcionar e sai da pista após aterrar em Yogyakarta, Indonésia, matando 22 das 140 pessoas a bordo.[337]
- 17 de março - O Voo UT Air Flight 471 da Flight 471, onde o Tupolev Tu-134, sofre danos estruturais severos ao aterrar Samara, Rússia, matando 6 das 63 pessoas no avião.[338]
- 23 de março - O avião da TransAVIAexport de Airlines Il-76 é alvo de ataque na decolagem de voo, durante a Batalha de Mogadíscio, entre tropas do Governo Federal e o regime deposto da União dos Tribunais Islâmicos-UTI, matando todas as 11 pessoas a bordo. Os rebeldes teriam atacado com um míssil na terra.[339]
- 30 de março - O voo da Sudan Airways com 284 pessoas a bordo é atacado, mas pousa com segurança em Cartum, Sudão.[340]
- 4 de abril - Um avião Super Tucano da Força Aérea Brasileira (FAB) caiu e outros três fizeram pousos de emergência próximo de Boa Vista, Roraima. Um dos pilotos morreu. A aeronave que caiu se chocou contra uma torre de telefonia,durante um temporal, segundo o Corpo de Bombeiros.
- 5 de maio - O Voo Kenya Airways 507, onde um Boeing 737-800 com 114 pessoas a bordo decola do Aeroporto de Douala, Camarões, com destino a Nairóbi,  Quênia, cai numa região de pântanos, minutos depois de decolar, matando todos a bordo.[341]
- 3 de junho - O voo do helicóptero Mil Mi-8 da Paramount Airlines, cai em Lungi, Serra Leoa, matando todas as 22 pessoas a bordo.[342]
- 25 de junho - O Voo PMTair U4 241 do Antonov An-24, cai no sudoeste da Camboja, matando todas as 22 pessoas a bordo. Problema elétrico do avião provocou a queda.[343]
- 17 de julho - O Voo TAM 3054, de procedência do Aeroporto Salgado Filho em Porto Alegre para o Aeroporto de Congonhas em São Paulo, com 187 pessoas a bordo, derrapa e sai da pista recém-reaberta do Aeroporto de Congonhas após pousar, em seguida sai do aeroporto e atravessa a avenida Washington Luís, colide com um prédio da TAM Express e explode em seguida. Morreram, além das pessoas no avião, 11 pessoas que estavam no prédio da TAM Express e 1 taxista que estava abastecendo seu carro no posto de gasolina ao lado que explodiu, resultando em 199 vítimas fatais. É o maior acidente aéreo do Brasil.[344]
- 9 de agosto- Queda de bimotor Twin Otter da companhia regional Air Moorea mata todos os seus 20 tripulantes[345]
- 20 de agosto - Um Boeing 737 que operava o Voo China Airlines 120 pega fogo após pousar em Okinawa no Japão. Todos os 157 passageiros e os 8 tripulantes conseguiram escapar.[346]
- 4 de novembro - Um Learjet 35 da empresa Really Taxi Aéreo, de Prefixo PT-OVC com apenas duas pessoas a bordo, caiu em cima de 3 casas no bairro da Casa Verde em São Paulo no Brasil matando 8 pessoas e deixando 2 feridas. Este voo teve procedência do Aeroporto Campo de Marte e iria para o Aeroporto Santos Dumont; a causa do acidente foi um erro no posicionamento do combustível.[347]

## 2008
- 17 de janeiro - Um Boeing 777 que cumpria o Voo British Airways 38 faz pouso de emergência no Aeroporto de Londres Heathrow, deixando treze passageiros feridos. Aparentemente as turbinas perderam força no momento mais importante do voo e acabaram por fazer o avião cair a poucos metros da pista do aeroporto.[348]
- 23 de janeiro - Voo Polish AF - Um Casa C-295M, de regresso do 50th Annual Aviation Safety Conference, embateu numa floresta quando estava para aterrar.[349]
- 4 de janeiro - Voo Transaven - Quando estava a fazer a aproximação à pista Los Roques, os dois motores falharam, no momento estava a 3000 mil pés, mas embateu contra o arquipélago.[350]
- 21 de fevereiro - Voo Santa Barbara Airlines 518 - Avião que decolocou do Aeroporto Alberto Carnevalli, em Mérida (Venezuela)ZMérida, com destino Aeroporto Simón Bolívar, em Caracas, perde contato com a torre após a decolagem. Na manhã seguinte é localizado nos Andes venezuelanos, sem sobreviventes. A aeronave levava 46 pessoas (3 tripulantes e 43 passageiros). Causas do acidente ainda são desconhecidas.[351]
- 20 de agosto - um MD-82 da companhia aérea Spanair teve uma falha no segundo motor e incendiou-se ao efectuar a descolagem e acabou por cair numa zona florestal no final da pista do aeroporto de Barajas, em Madrid. Ao cair o avião partiu-se ao meio e queimou-se quase por completo. 153 pessoas perderam a vida.[352]
- 24 de agosto - O voo Iran Aseman Airlines 6895 colidiu próximo do aeroporto de Bisqueque, no Quirguistão, durante a de aterrissagem de emergência. 68 pessoas morreram.[353]
- 14 de setembro - Voo 821 da Aeroflot caiu próximo ao aeroporto de Perm, na Rússia, causando a morte das 88 pessoas a bordo.[354]
- 23 de novembro - Um bimotor modelo King Air B-200 OSR, com 10 pessoas a bordo, a maioria empresários e políticos de Pernambuco, entre eles um produtor da Banda Calypso e o Deputado Federal Eduardo da Fonte. O avião, procedente da cidade de Teresina, caiu no Bairro de San Martin, no Recife, a cerca de 5 km da cabeceira da pista do Aeroporto Internacional do Recife, destruindo algumas casas, matando o piloto e um passageiro. A queda ocorreu provavelmente devido a uma pane seca, pois com o impacto o avião não explodiu. Pertencia a uma empresa de Joelma e Chimbinha, mas estava arrendado à empresa Exclusive Flight.[355]
- 27 de novembro - Um avião Airbus 320 da companhia aérea XL Airways Germany, que iría ser entregue a Air New Zealand, que fazia um voo-teste com sete tripulantes a bordo (Voo 888T), caiu numa quinta-feira no mar Mediterrâneo próximo da fronteira entre a França e a Espanha.[356]

## 2009
- 15 de janeiro - Um Airbus A320, realizando o Voo US Airways 1549, pousou no Rio Hudson minutos após a decolagem. Um grupo de gansos foi sugado pelas turbinas e o avião perdeu potência em ambos os motores, tendo que realizar um pouso forçado no rio. Todos os 145 passageiros e os 5 tripulantes sobreviveram, graças à perícia do piloto.[357]
- 7 de fevereiro – Queda do avião da Manaus Aerotáxi em 2009. Um avião Embraer EMB-110 Bandeirante cai no Amazonas. A aeronave decolou do Aeroporto de Coari às 12h30 rumo a Manaus. Vinte minutos antes de chegar ao destino, o piloto teria pedido autorização à torre de controle para retornar a Coari. A queda se deu a 500 metros da pista do aeroporto. De acordo com a Defesa Civil, uma pane no motor pode ter causado o acidente. O desastre deixou 24 mortos e 4 sobreviventes.[358]
- 12 de fevereiro - Um bimotor Bombardier Dash 8 Q400, operado pela Colgan Air, que cumpria o voo Continental Airlines 3407, caiu a cerca de 16 km do aeroporto de Buffalo. Todos os 44 passageiros, os 5 membros da tripulação e uma pessoa em terra foram mortos.[359]
- 25 de fevereiro - O voo Turkish Airlines 1951 teve um problema no piloto automático e isso acabou confundindo o piloto na hora do pouso. O avião caiu ao aterrissar e se quebrou em três pedaços. Nove pessoas morreram, incluindo o piloto e co-piloto. A aeronave era um Boeing 737-800.
- 12 de março - Um avião monomotor é tomado por um homem que sequestra a própria filha, é perseguido por aviões caças da Aeronáutica e é jogado contra o estacionamento de um shopping center em Goiânia. Duas pessoas morreram (pai e filha).[360]
- 20 de maio - Um C-130H Hercules da Força Aérea Indonésia se choca com várias casas antes de cair sobre um arrozal em Geplak, na ilha de Java, matando 101 pessoas (99 no avião e 2 em solo).[361]
- 22 de maio - Um Super King Air B-350 sai do Aeroporto de Congonhas em São Paulo em direção a um aeroporto de um condomínio de luxo em Trancoso, na Bahia. A 200 metros da cabeceira da pista, o avião choca-se com árvores e explode. Todos os 11 passageiros e 3 tripulantes morreram,entre os integrantes estavam 4 crianças.[362]
- 25 de maio - Um Airbus A330 da TAM, que saiu de Miami, com destino ao aeroporto de Guarulhos, em São Paulo, sofreu turbulência nos ceus da cidade de Pirassununga, interior de São Paulo. Apenas 21 dos 154 passageiros ficam feridos, 2 gravemente.[363]
- 1 de junho - Um Airbus A330, cumprindo o voo Air France 447, com 228 pessoas a bordo sumiu dos radares no Atlântico próximo ao Brasil. Apenas 51 corpos foram encontrados e identificados. O voo saiu do aeroporto do Galeão no Rio de Janeiro rumo a Paris. Novos destroços do Avião e corpos foram descobertos a quase 4 km de profundidade em abril de 2011.[364]
- 30 de junho - Um Airbus A310, cumprindo o voo Yemenia 626, cai no Oceano Índico, com 153 pessoas a bordo.[365]
- 14 de julho - Um Tupolev Tu-154M, cumprindo o voo Caspian Airlines 7908, cai com 168 pessoas a bordo no Irã[366]

- 24 de julho - Um Tupolev Tu-154M, que cumpria o voo Taban Air 6437 se incendiou durante o pouso com forte nevoeiro, no aeroporto da cidade de Mashhad, no nordeste do Irã, deixando pelo menos 46 feridos, mas nenhum morto.[368]

## 2010
- 21 de janeiro - Um Boeing 747-400F que cumpria o Voo Cargolux 7933 com 3 ocupantes a bordo, colidiu com um veículo enquanto pousava no Aeroporto Internacional de Luxemburgo-Findel, Luxemburgo, deixando o motorista do veículo ferido.[369]
- 24 de janeiro - Um Tupolev Tu-154 que cumpria o Voo Taban Air 6437 com 170 pessoas a bordo, pegou fogo durante aterrissagem no aeroporto de Mashhad, Irã, deixando pelo menos 46 pessoas feridas.[370]
- 25 de janeiro - Um Boeing 737-800, que cumpria o Voo Ethiopian Airlines 409 com 90 pessoas a bordo, caiu no mar mediterrâneo 45 minutos após a decolagem do Aeroporto Internacional de Beirute, Líbano, matando 83 pessoas.[371]
- 25 de janeiro - Avião bimotor Embraer EMB-110 Bandeirante pertencente à Piquiatuba Táxi Aéreo, com 10 pessoas a bordo, cai no Pará. O acidente ocorreu em uma região de mata fechada próxima à cidade de Senador José Porfírio. Duas pessoas morreram e oito ficaram feridas.[372]
- 10 de fevereiro - O helicóptero da Rede Record cai no Jockey Club de São Paulo, zona sul da capital paulista, matando o piloto Rafael Delgado Sobrinho e deixando o cinegrafista Alexandre Silva De Moura, conhecido como Alexandre "Borracha" em estado gravíssimo.[373]
- 2 de abril - Durante uma exibição em Lages, um T-27 da Esquadrilha da Fumaça chocou-se contra o solo, causando a morte do piloto.[374]
- 10 de abril - Um avião modelo Tupolev Tu-154 da Força Aérea Polonesa cai perto à pista de aproximação do aeroporto de Smolensk na Rússia. O presidente da Polônia Lech Kaczyński era um dos 96 ocupantes. Todos morreram.[375]
- 12 de maio – O voo Afriqiyah Airways 771 da companhia aérea Afriqiyah Airways com 104 pessoas a bordo caiu próximo do Aeroporto Internacional de Trípoli (Líbia) e o único sobrevivente foi uma criança holandesa de dez anos.[376]
- 13 de maio - Um bimotor modelo Seneca II da empresa aérea CTA (Clayton Táxi Aéreo) cai minutos depois de levantar voo do aeroclube de Manaus. No princípio do acidente, todos os 6 passageiros estavam vivos, porém logo em seguida houve uma explosão, que culminou na morte de todos, inclusive a secretária de educação, Cinthia Régia. O avião havia sido fretado pela Secretaria de Educação do Estado do Amazonas.[377]
- 22 de maio - Um Boeing 737 da Air India, partindo de Dubai nos Emirados Árabes, em direção a Mangalore na Índia, pegou fogo, saiu da pista e se chocou nas árvores que fecham o aeroporto de Mangalore. Das 166 pessoas a bordo, somente 8 sobreviveram.[378]
- 28 de julho - Um avião Airbus A321 da companhia Air Blue cai nas colinas de Margala, em Islamabad, capital do Paquistão. Não houve sobreviventes entre as 152 pessoas que se encontravam a bordo.[379]
- 12 de agosto - Uma aeronave Learjet 55, prefixo PT-LXO, pertencente à Ocean Air Táxi Aéreo, deslizou na pista quando pousava no Aeroporto Santos Dumont, no Rio de Janeiro, e caiu nas águas da Baía de Guanabara. O acidente aconteceu às 9h16 e os três tripulantes foram resgatados sem ferimentos. A assessoria de imprensa da Infraero em Brasília informou que o jato já havia decolado do Aeroporto Santos Dumont, em direção ao Aeroporto Internacional Tom Jobim e teve que retornar por causa de um problema.[380]
- 16 de agosto – Um Boeing 737-700 da empresa Aires, cumprindo o Voo Aires 8250, partindo de Bogotá, despenhou-se após ter enfrentado uma forte tempestade na qual teria sido atingido por um raio, partindo-se em três, a cerca de 80 metros da pista do Aeroporto Internacional Gustavo Rojas Pinilla, em San Andrés, quando se aproximava para pousar. Morreu uma passageira de 73 anos, vítima de ataque cardíaco e os outros 114 ficaram feridos. .[381]
- 24 de agosto. Uma aeronave ERJ-190, fabricada pela Embraer, da companhia aérea local Henan, havia decolado uma hora antes da cidade de Harbin, capital da província chinesa, e no momento do pouso, no aeroporto na província de Heilongjiang, teria saído da pista e colidido às 22h10 locais. Pelo menos 42 mortos, 49 pessoas feridas, sendo 3 em estado grave, foram retiradas dos destroços. As circunstâncias do acidente ainda não estão claras.[382][383]
- 24 de agosto – Um Dornier 228 turboprop da companhia aérea nepalesa Agni Air, com 14 pessoas a bordo, caiu pouco depois de decolar de Catmandu, no Nepal. Entre os seis passageiros estrangeiros que estavam na aeronave foram identificados quatro norte-americanos e um japonês.[384][385]
- 4 de novembro - Um ATR-72 da Aerocaribbean se despenha na província de Sancti Spíritus em Cuba.Os 61 passageiros e 7 tripulantes morreram.[386][387]

## 2011
- 9 de janeiro - Um Boeing 727 da IranAir cai perto da fronteira da Turquia. A causa pode ter sido o mau tempo. Sete pessoas morreram dentre os 105 passageiros que estavam a bordo.[388][389]
- 1 de abril - Um Boeing 737 da Southwest Airlines fazia o voo 812, de Phoenix, no Arizona, para Sacramento, Califórnia. O avião fez um pouso de emergência em Yuma, Arizona, por causa de um buraco de 5 ft na fuselagem. Todos sobreviveram, mas 2 ou 3 ficaram feridos, e receberam atendimento médico ali mesmo no aeroporto. Os investigadores tentam descobrir como e por que a fuselagem abriu.
- 14 de janeiro - Um bimotor Beechcraft King Air B-200 caiu no município de Senador Canedo, a 15 km de Goiânia com seis ocupantes. Não houve sobreviventes. O filho do ex-senador Eduardo Siqueira Campos e neto do ex-governador Siqueira Campos, estava a bordo.[390][391]
- 13 de julho - Voo NOAR Linhas Aéreas 4896. Um bimotor da companhia aérea regional Noar Linhas Aéreas caiu após decolar do aeroporto internacional de Guararapes em Recife. Todas as 16 pessoas a bordo morreram. As causas da queda ainda estão sendo investigadas.[392]
- 02 de agosto - Um Cessna Gran Caravan da FAB, caiu a 135 km de Florianópolis no municípoi de Bom jardim da Serra/SC, todas as 8 pessoas a bordo morreram.
- 19 de agosto - Um helicóptero da Sênior Taxi Aéreo a serviço da Petrobras do fabricante Agusta Westland AW139, caiu no oceano a 100 km de Macaé ao sair da plataforma P-65. O acidente vitimou os dois passageiros o piloto e o copiloto.[393]
- 7 de setembro - Tragedia da Lokomotiv Yaroslavl. O voo Yakovlev Yak-42D de YAK Service , levando os jogadores e a equipa técnica da equipa de hóquei de gelo Lokomotiv Yaroslavl caiu pouco depois da decolagem do aeroporto de Jaroslavl na Rússia. Das 45 pessoas a bordo, somente 1 sobreviveu.
- 1 de novembro - Um Boeing com 230 passageiros a bordo da companhia polonesa LOT, fez um pouso de emergência no aeroporto de Varsóvia. O avião procedia de Newark e, ao se aproximar de Varsóvia, houve um problema no trem de pouso e, para queimar combustível, deu voltas sobre o aeroporto e quando ficou mais leve, pousou de barriga. Segundo a imprensa local, ninguém ficou ferido.[394]

## 2012
- 20 de abril - Um avião Cessna 206 (prefixo PR-CRR) caiu em Macapá pouco tempo depois de ter decolado. No avião estava o deputado estadual amapaense Dalto Martins, que pilotava o avião.[395]
- 20 de abril - Voo Bhoja Air 213. Um avião comercial da companhia aérea Bhoja, caiu na localidade de Hussain Abadcai no Paquistão, matando todos os 126 passageiros a bordo.[396]
- 9 de maio- Um avião russo fazia um voo experimental com 46 pessoas a bordo desapareceu nos radares e foi encontrado no dia seguinte (10) destruído. Não houve sobreviventes.[397]
- 3 de junho- Voo Dana Air 992. Um MD-83 que fazia a rota da capital Abuja para Lagos na Nigéria, chocou-se contra um prédio na cidade de Lagos, matando os 153 passageiros.[398]
- 26 de junho - Uma pequena avioneta cai em Cascais durante uma aula de treino. Ambos os passageiros (o instrutor de 45 anos e o aluno, na casa dos 20) morreram.[399]
- 28 de julho - O avião bimotor King Air prefixo PR-DOC se chocou contra uma pousada e caiu em Juiz de Fora, na Zona da Mata de Minas Gerais. A aeronave decolou do Aeroporto da Pampulha com oito pessoas, nenhuma sobreviveu. Na aeronave estavam o presidente da Vilma Alimentos, Domingos Costa, e o vice-presidente de Marketing e Vendas, Cesar Tavares, além do piloto e do copiloto. [406]
- 5 de setembro - Uma aeronave ligeira, usada para instrução de voo, despenhou-se perto do aeródromo de Évora. Do acidente, resultou uma vítima mortal - o piloto de 34 anos, em fim de curso.[400]
- 28 de setembro - Queda do Voo Sita Air 601. Após se chocar com um pássaro, a aeronave cairia nas margens do rio Manohara, Kathmandu, matando todos os seus 19 ocupantes.[401]
- - Colisão de dois Airbus no aeroporto de Madrid. O acidente obrigou à retirada de todos os passageiros dos aparelhos, mas não houve registo de feridos.

Um porta-voz do aeroporto explicou que o piloto do airbus da Air Europa solicitou à torre de controlo o arranque do avião e que, apesar de o pedido lhe ter sido negado, o piloto iniciou manobras, embatendo na cauda do aparelho da Iberworld.
- 27 de novembro - Avião fabricado pela Embraer cai nas Ilhas Comores com 29 pessoas a bordo e todas sobrevivem[403]

- 30 de novembro - Um avião de carga saiu da pista ao aterrissar no aeroporto de Maya Maya. Aeronave se chocou contra um barranco após atingir várias casas. 20 pessoas morreram.[404]
- México 9 de Dezembro - Um avião de passageiros cai em Iturbide, matando todos os seus ocupantes. Entre eles, a cantora Jenni Rivera.

## 2013
- 13 de abril - Um avião com mais de 130 pessoas a bordo atravessou a pista de aterragem do aeroporto internacional de Bali e caiu no mar, sem fazer vítimas. Segundo um responsável do Ministério dos Transportes indonésio, o avião era um Boeing 737 da companhia “low cost” Lion Air proveniente de Bandung no oeste de Java.[405]
- 29 de abril - Queda do Voo National Airlines 102. Um Boeing 747 despencou logo após a decolagem no Afeganistão e explode quando se choca no chão, todos os sete ocupantes da aeronave morreram no acidente. A Aliança Militar do Ocidente descartou a hipótese de terrorismo.[406]
- 6 de julho - Uma aeronave Boeing 777 da Asiana Airlines sofre um acidente no Aeroporto Internacional de São Francisco enquanto tentava pousar na pista. O Boeing acidentou-se quando tocou o solo do aeroporto. Um sobrevivente disse ao canal televisivo de notícias CNN que ao se aproximar do solo, a aeronave parecia acelerar (porque havia pouco espaço entre o avião e a cabeceira da pista, e a aeronave estava muito próxima ao solo). O ministério dos Transportes da Coreia do Sul afirmou que a cauda da aeronave tocou a pista na hora do pouso. Dentre as 307 pessoas a bordo, 182 delas ficaram feridas, e houve duas fatalidades.[407][408]
- 12 de agosto - Durante um treino na Academia da Força Aérea (AFA), localizada na cidade de Pirassununga interior de São Paulo o super tucano da esquadrilha da fumaça cai e morrem 2 pessoas
- 2 de setembro - Um avião Airbus A330 da TAM que fazia o voo 8065 Madrid-São Paulo com 168 passageiros e 16 tripulantes bordo, fez um pouso de emergência no Aeroporto Internacional de Fortaleza. O acidente ocorreu após enfrentar uma forte turbulência que deixou quinze passageiros feridos. Não houve vítimas fatais.[409]
- 3 de outubro - Um avião fabricado pela EMBRAER do modelo 110 cai na Nigéria e deixa pelo menos 15 mortos.[410]
- 17 de novembro - Um avião Boeing 737 despenhou-se numa das pistas do Aeroporto Internacional de Kazan. Todos os 50 passageiros deste avião tiveram morte imediata.[411]
- 29 de novembro - Voo Linhas Aéreas de Moçambique 470. Um avião Embraer 190 saído do aeroporto de Maputo com destino a Luanda desaparece dos radares enquanto sobrevoava região norte da Namíbia. É encontrado horas depois reduzido a cinzas no Parque Nacional de Bwabwata na Namíbia, 27 passageiros e 6 tripulantes perderam a vida.

## 2014
- 8 de março - O Voo Malaysia Airlines 370, que levava 227 passageiros e 12 tripulantes, desapareceu dos radares após aproximadamente uma hora de voo enquanto sobrevoava o Golfo da Tailândia. A causa do acidente permanece desconhecida.[412]
- 7 de junho - Um helicóptero caiu logo após decolar em Aruanã, 315 km de Goiás, matando cinco ocupantes, dentre eles: Antonio de Padua, o Bidô, primo do político Marconi Perillo (PSDB), Edmilson de Sousa Leme, cabo da PM, Milton Ananias - o piloto, Lindomar Mendes Vieira e Fernando Lúcio da Costa - O Fernandão, ex-futebolista ídolo do Internacional e do Goiás.
- 17 de julho - O Voo Malaysia Airlines 17, ia de Amsterdão com destino a Kuala Lumpur foi abatido, supostamente por rebeldes pró-Rússia, em território ucraniano. Todas as 298 pessoas a bordo do voo MH17 morreram, sendo 192 holandeses , 44 malaios (incluindo 15 tripulantes e duas crianças), 27 australianos, 12 indonésios, 10 britânicos, 4 alemães, 4 belgas, 3 filipinos, um canadiano e um neozelandês. Este é o maior acidente da história envolvendo um Boeing 777 e o segundo da Malaysia Airlines em menos de um ano.[413][414]
- 23 de julho - Transportando 58 passageiros, o Voo Transasia 222 caiu tentando aterrissar no Arquipélago de Penghu, Taiwan, deixando 48 vítimas.[415]
- 24 de julho - Um avião, modelo McDonnell Douglas MD-83, da empresa Air Algérie, cumpria o voo AH5017, que partiu de Uagadugu, capital de Burkina Faso, em direção a Argel, capital da Argélia, desapareceu dos radares 50 minutos após a decolagem (1:17 da manhã, horário local). A 1:38 da manhã, horário local, o piloto havia solicitado ao controle aéreo de Níger uma mudança de rota por causa da chuva forte que caía na região norte de Mali, país situado na África Ocidental que enfrenta conflitos envolvendo islâmicos ligados à Al-Qaeda e ação de separatistas. Um diplomata malinês divulgou que o último contato com a aeronave foi às 1:55 da manhã, horário local. Depois disso, ela sumiu dos radares e foi encontrada na manhã do dia 24 de julho em território malinês. Havia 110 passageiros de 14 nacionalidades, a maioria eram franceses (51 passageiros), além de 6 tripulantes espanhóis. A aeronave pertencia à empresa aérea espanhola Swiftair, e estava alugada para a Air Algérie.[416]
- 10 de agosto - Um avião Iran-140 caiu em Teerã deixando ao menos 40 vítimas fatais, todas iranianas.[417]
- 13 de agosto - O candidato a presidência da República Eduardo Campos morre após o jato, modelo Cessna Citation Excel em que o político estava, cair em um bairro residencial de Santos. Junto com ele estavam mais seis pessoas.
- 6 de setembro - Aeronave da empresa Laser ia para Florencia, capital de Caquetá na Colômbia. Um dos motores apresentou falhas no momento da decolagem deixando 10 mortos.
- 28 de dezembro - Um A320 da Air Asia desaparece no Golfo da Indonésia levando 168 passageiros, dois dias depois foram encontrados corpos no mar.162 pessoas morreram.[412]

## 2015
- 4 de fevereiro - Voo TransAsia Airways 235. Transportando 58 passageiros, um ATR 72-600 caiu em um rio três minutos após a decolagem num aeroporto de Taipé, capital de Taiwan, deixando 43 vítimas. O acidente ocorreu apenas sete meses depois de um mesmo modelo de aeronave da mesma empresa cair num arquipélago do país.[418]
- 24 de março - Voo Germanwings 9525 Um voo da Germanwings entre Barcelona e Düsseldorf (4U9525) despenca nos Alpes franceses com 150 pessoas a bordo de um Airbus A320. O acidente foi causado por assassinato-suicídio do copiloto alemão Andreas Lubitz, que programou o piloto automático para descer a aeronave em direção as montanhas. De acordo com o site FlightAware, o aparelho desceu desde os 38.000 pés para os 11.400 em que teve o acidente.[419]
- 2 de abril - Um Helicóptero que estava em teste de voo cai em uma casa em Carapicuíba, São Paulo, matando todos os ocupantes, incluindo o filho do governador Geraldo Alckmin, Thomas Alckmin.
- 7 de junho - Um King Air C-90 caiu em Belo Horizonte, Minas Gerais, no Bairro Minaslândia após decolar do aeroporto da Pampulha com destino à Fazenda Sequoia, em Setubinha, matando todas as 3 pessoas a bordo e mais 5 em solo.
- 30 de Junho - Um Hercules C-130 de 51 anos de idade transportando militares comunicou a torre que havia detectado um problema na engrenagem do avião e precisaria retornar ao aeroporto. A aeronave já iniciava procedimento de manobra quando caiu sobre uma área residencial na cidade de Medan dois minutos após a decolagem. Houve um total de 141 mortos, sendo 133 tripulantes e oito pessoas em terra. Investigações posteriores mostraram que o avião estava com uma "anomalia" na hélice que causou a paralisação no motor.[420][421]
- 16 de agosto - Um ATR-42 da companhia indonésia Trigana Air com 54 pessoas a bordo caiu nas montanhas Bintang 10 minutos antes do pouso na cidade de Oksibil, matando todos os passageiros.[422]
- 5 de setembro - Um Boeing 737-800 colidiu com uma ambulância aérea operada pela Senegalair, ao leste de Senegal. O 737 sofreu poucos danos e fez uma aterrissagem segura, enquanto a ambulância aérea caiu, matando todos os sete ocupantes a bordo.
- 8 de setembro - Um Boeing 777-200 da British Airways, abortou sua decolagem em Las Vegas, no Aeroporto Internacional de Las Vegas, devido a uma falha catastrófica do motor esquerdo. Todos os 189 passageiros e tripulantes foram evacuados com segurança.
- 31 de outubro - Ao sobrevoar a Península do Sinai, o Airbus A321 da empresa russa Kogalymavi caiu 23 minutos depois de decolar do aeroporto de Sharm el-Sheikh, matando todas as 224 pessoas a bordo. O avião se dirigia para São Petersburgo na Russia.
- 10 de novembro  - Um jato Cessna Citation 7 cai numa propriedade rural em Guarda-Mor (MG), perto da divisa com Goiás, matando 4 pessoas, entre elas o presidente da Bradesco Seguros, Marco Antonio Rossi, e o diretor-geral da Bradesco Vida e Previdência, Lúcio Flávio de Oliveira.

## 2016
- 24 de fevereiro - Um DHC-6 Twin Otter da Viking Air, operado pela Tara Air, caiu no distrito de Myagdi, matando todos seus 23 ocupantes.
- 15 de março - Um IAI Arava 201 do Exército Equatoriano com 22 ocupantes, cai na província de Pastaza, matando todos a bordo.
- 19 de março - Voo Flydubai 981 - Um Boeing 737-800 operado pela Flydubai procedente de Dubai com destino ao aeroporto de Rostov, cai em Rostov às 3:41, matando todos seus 62 ocupantes.
- 19 de março - Um avião modelo CA-9 prefixo PR-ZRA decolou do Aeroporto Campo de Marte em São Paulo às 15h20min, com destino ao Aeroporto Santos Dumont no Rio de Janeiro, caindo na capital paulista três minutos após a decolagem, matando 7 pessoas, entre elas o empresário Roger Agnelli, ex-presidente da Vale, junto com sua esposa, 2 filhos, o genro e a namorada do filho, além do piloto. O avião era de propriedade de Agnelli.
- 13 de abril - Um BN-2T Islander operado pela Sunbird Aviation PNG com destino ao aeroporto de Kiunga, Papua Nova Guiné, com 12 pessoas a bordo. Caiu há 1.2 km a Oeste de seu destino, matando todas as 12 pessoas a bordo.
- 02 de Maio - Helicóptero modelo R22, com 02 pessoas a bordo, decolou do Campo de Marte, sobrevoava a Serra que liga Santos a São Paulo, caiu em Cubatão com missão de voo de fotografia aérea, fotógrafa (31 anos) que alugou o Helicóptero para a finalidade junto ao piloto (23 anos).
- 19 de maio - Voo EgyptAir 804 - Um Airbus A320 operado pela EgyptAir, levava 66 pessoas a bordo de Paris para o Cairo, quando desapareceu dos radares há 200 km ao norte da costa egípcia, quando sobrevoava o Mar Mediterrâneo. Todas os 66 ocupantes morreram. A maior hipótese é que a causa seja um atentado terrorista.
- 2 de julho - Um avião monomotor cai perto da EMBRAPA, deixando 3 mortos. O Avião pertencia a uma agência de paraquedismo.
- 3 de agosto - Voo Emirates 521 - Um Boeing 777-300 da Emirates procedente da Índia sofreu acidente ao chegar no Aeroporto Internacional de Dubai. Todos os passageiros foram evacuados em segurança. Um bombeiro morreu enquanto apagava o fogo. O teto do Boeing ficou totalmente destruído.
- 19 de novembro - Um helicóptero do Grupamento Aeromóvel da Polícia Militar (GAM) caiu próximo à comunidade Cidade de Deus, na Zona Oeste do Rio de Janeiro. Quatro policiais militares que estavam na aeronave morreram na queda.[423]
- 28 de novembro - Voo LaMia 2933 - O avião Avro RJ-85 que transportava a delegação da Chapecoense do Brasil para Medellín, na Colômbia, para a final da Copa Sul-americana, sofreu um acidente na noite de segunda-feira (28) devido a erro do piloto e esgotamento do combustivel. O avião da LaMia, matrícula CP2933, decolou de Santa Cruz de la Sierra, na Bolívia com 77 pessoas a bordo: 68 passageiros e 9 tripulantes. 71 pessoas morreram. Esse é o maior acidente aéreo da história envolvendo um time de futebol.
- 4 de dezembro - Um helicóptero que estava sendo usado para um casamento cai em São Lourenço da Serra, grande São Paulo, vitimando 4 pessoas. As vítimas eram a noiva, Rosemeire Nascimento, seu irmão, Silvano Nascimento, o piloto, Peterson Pinheiro, e a fotógrafa Nayla Lousada, que estava grávida.
- 7 de dezembro - Voo Pakistan International Airlines 661 - Um avião da companhia Pakistan International Airlines caiu após decolar da região de Chitral, no norte do Paquistão, na data de 07 de dezembro de 2016, segundo a agência Reuters e a rede britânica BBC. Mais de 40 pessoas estavam a bordo da aeronave que seguia para Islamabad, segundo relato de um policial reproduzido pela Reuters.Laiq Shah, um representante da polícia na província de Khyber-Pakhtunkhwa, declarou à Reuters por telefone que o avião havia caído perto da cidade de Havelian (a 70 km da capital Islamabad). O voo PK-661 tinha perdido o contato com controladores de tráfego aéreo na tarde da data informada.
- 7 de dezembro - Um avião de pequeno porte que decolou de Manaus com destino ao município de Novo Aripuanã caiu em uma área de mata fechada na zona centro-sul de Manaus. Houve explosão e cinco pessoas morreram, dentre elas uma criança de 4 anos de idade. As causas do acidente ainda não foram esclarecidas.[424]
- 20 de dezembro - Voo Aerosucre 4544 - Um Boeing 727 cargueiro da Aerosucre ultrapassa a pista do Aeroporto de Germán Olano em Puerto Carreño e cai minutos depois. 5 pessoas morreram e uma ficou ferida.
- 23 de dezembro - Um avião de pequeno porte modelo BE-58 e matrícula PT-ICU, que seguia com destino ao município de Tabatinga, localizado a 1.108 km de Manaus, caiu matando 3 dos 4 tripulantes.[425]
- 25 de dezembro - Acidente com o Tupolev Tu-154 da Força Aérea Russa em 2016 - Um avião militar russo, modelo Tupolev 154, caiu com 92 pessoas a bordo no mar Negro, logo após decolar do balneário de Sóchi, no sudoeste da Rússia. A aeronave levava 84 passageiros e 8 tripulantes para a Síria. Todos a bordo morreram na queda.[426]

## 2017
- 16 de janeiro - Voo MyCargo Airlines 6491, um Boeing 747 da Turkish Airlines caiu em Bisqueque após ser atingido por um névoa espessa e falhar na tentativa de arremendita, 37 pessoas (33 em terra) morreram e 15 em terra ficaram feridos.
- 19 de janeiro - Queda do King Air prefixo PR-SOM. Um avião bimotor turboélice da fabricante Beechcraft King Air caiu próximo a Paraty (RJ), matando todos os cinco ocupantes, entre eles o ministro do Supremo Tribunal Federal Teori Zavascki, relator da Operação Lava Jato no STF. Segundo investigações da Força Aérea Brasileira (FAB), o piloto havia realizado duas tentativas de pouso antes da queda. O mau tempo pode ter colaborado com o acidente.[427]
- 24 de janeiro - Um helicóptero do fabricante AgustaWestland, modelo AW139 e de prefixo EC-KJT que prestava serviços de emergência na Itália, caiu próximo de uma estância de esqui no centro do país. A queda provocou a morte das seis pessoas que estavam a bordo.[428]
- 10 de fevereiro - Voo Aerolíneas Argentinas 1301, um avião da companhia Aerolíneas Argentinas sofreu uma "falha no motor" que causou uma explosão enquanto realizava manobras de decolagem no Aeroporto John F. Kennedy em Nova York, não houve vítimas.[429]
- 20 de março - Acidente do Antonov An-26 da South Supreme Airlines Antonov An-26, um Antonov An-26 da South Supreme Airlines cai no pouso e tem um incêndio no aeroporto de Wau. Não houve vítimas.
- 27 de março - Voo Peruvian Airlines 112, um Boeing 737-300 da Peruvian Airlines sofre um incêndio após o pouso no Aeroporto Francisco Carle, Jauja. Todas as 141 pessoas a bordo sobrevivem.[430]
- 17 de abril - Um avião despenhou-se em Tires, Portugal causando cinco mortes: quatro eram ocupantes do avião e uma encontrava-se no solo. A aeronave, de matrícula suíça, atingiu um caminhão. A quinta vítima seria o condutor do caminhão, que morreu quando a mesma atingiu o solo, embatendo num supermercado.[431]
- 29 de abril - Um Antonov An-26 da Aerogaviota com 39 pessoas a bordo se choca contra a montanha de Loma de la Pimenta, perto de Candelaria, província de Artemisa em Cuba. Apenas 8 militares morreram e 31 pessoas sobreviveram.
- 7 de junho - Acidente com o Shaanxi Y-8 prefixo 5820 em 2017, um Shaanxi Y-8 da Força Aérea de Myanmar caiu à 30 milhas náuticas (56 km) a oeste de Dawei, Myanmar. A aeronave estava transportando 108 militares e membros de famílias e 14 tripulantes a bordo (todos militares). Todas as 122 pessoas a bordo foram mortas. Possivelmente, houve uma falha estrutural em voo.
- 10 de julho - Acidente com o Lockheed Martin KC-130 em 2017, um Lockheed Martin KC-130 do Corpo de Fuzileiros Navais dos Estados Unidos caiu em uma fazenda no condado de Leflore, Mississippi, matando pelo menos 16 pessoas a bordo. O USMC divulgou uma declaração chamando o evento de "transtorno".[432]
- 12 de agosto - Um INPAER Excel Cargo caiu após a decolagem próximo ao Aeroporto de Luziânia, cidade goiana no entorno do Distrito Federal, a cerca de 200 km de Goiânia. A aeronave prefixo PU-MON ficou destruída e o piloto, Roger Pinto Molina, morreu 4 dias depois. Molina foi senador na Bolívia e sogro do piloto morto no Voo LaMia 2933, Miguel Quiroga.[433]
- 21 de setembro - Um jato corporativo Cessna 650 Citation VII foi destruído durante uma tentativa de desembarque no Aeroporto Internacional Atatürk, na Turquia. A aeronave partiu de Istambul cerca de 21:05 (hora local), com destino ao Aeroporto Internacional de Ercan, Chipre do Norte. Pouco depois da decolagem, ocorreu uma situação que obrigou o voo a retornar ao aeroporto de partida. A aeronave sofreu uma excursão de pista enquanto tentava aterrissar na pista 35L. Atravessou uma vala de concreto e um incêndio começou após o rompimento de combustível. Todas as quatro pessoas (os dois pilotos, e dois passageiros) sobreviveram ao acidente.[434]
- 30 de setembro - Acidente com o Antonov An-12 em 2017, um avião Antonov An-12 de transporte do Força Aérea da República Democrática do Congo tinha acabado de decolar rumo à região de Kivu, transportando mais de 10 pessoas, segundo uma fonte aeroportuária. O avião caiu no município de Nsele, na área metropolitana de Kinshasa. A aeronave saiu do Aeroporto de N'djili, na capital, e caiu poucos minutos após decolar. Ninguém dos passageiros e tripulantes, sobreviveram.
- 14 de outubro - Um avião de transporte pertencente ao Exército da França caiu no mar ao decolar no Aeroporto Port Bouet, Abidjan, deixando pelo menos 4 mortos. A aeronave de carga transportava 10 passageiros, no qual deixou outros 6 feridos. O acidente ocorreu a poucos metros do mar, à altura de Port Bouet.[435]
- 31 de dezembro - Um avião da empresa Nature Air de registro TI-BEI caiu em Guanacaste, Costa Rica após decolar do Aeroporto de Punta Islita, matando todas as 12 pessoas a bordo (incluindo 10 americanos).

## 2018
- 23 de Janeiro - Um Helicóptero de modelo Robinson R44 que prestava serviços para a Rede Globo estava com 3 pessoas a bordo. O tempo estava nublado e chovia. O helicóptero transmitia imagens ao vivo da orla do Recife. Às 5h50 minutos, o Globocop saiu do hangar, que fica ao lado do aeroporto, e seguiu para a Praia de Boa Viagem. Às 6h05 sobrevoava a Praia do Pina. O Globocop estava de deslocando da orla do Recife em direção à Zona Norte da cidade, onde faria novas imagens para o telejornal Bom Dia Pernambuco, que estava no ar. Testemunhas contam que o piloto desviou do bairro de Brasília Teimosa, um dos mais populosos do Recife, e seguiu em direção ao mar. Ele caiu bem perto da faixa de areia, a uma distância de apenas 30 metros. Duas pessoas morreram na queda: o comandante Daniel Cavalcanti Figueira Galvão, de 36 anos, e a controladora de tráfego da Aeronáutica, a sargento Lia Maria Abreu de Souza, de 34 anos. No dia 1 de fevereiro de 2018 o único sobrevivente que ficou gravemente ferido, O operador de transmissão Miguel Brendo Pontes Simões, de 21 anos morreu devido a um politraumatismo.
- 11 de fevereiro - Voo Saratov Airlines 703, um Antonov An-148 cai pouco depois de decolar do Aeroporto Internacional Domodedovo, na Rússia. Todos os 71 passageiros e tripulantes são mortos.
- 18 de fevereiro - Voo Aseman Airlines 3704, um ATR 72-200 em um voo doméstico no Irã atingiu o Monte Zagros, matando todos os 59 passageiros e 6 membros da tripulação a bordo.
- 22 de fevereiro - Um Embraer EMB-720 caiu próximo à avenida Torquato Tapajós, em Manaus, após decolar do Aeroporto de Flores, matando 4 pessoas a bordo e deixando outra gravemente ferida. A aeronave decolou por volta de 9:30 (UTC-4) e tinha como destino a cidade de Borba, no interior do Amazonas.[436][437]
- 12 de março - Voo US-Bangla Airlines 211, um Bombardier Dash 8 cai enquanto aterrissava no Aeroporto Internacional Tribhuvan, capital do Nepal, 49 passageiros e tripulantes morreram.[438]
- 11 de abril - Um Ilyushin Il-76, do Exército da Argélia, caiu após decolar da base militar de Boufarik, a 30 km de Argel. 257 pessoas morreram.[439]
- 18 de maio - Voo Cubana de Aviación 972, um Boeing 737, da empresa Cubana de Aviación, caiu logo após decolar do Aeroporto Internacional José Martí, em Havana, capital de Cuba. Mais de 100 pessoas morreram e outras ficaram gravemente feridas.[440]
- 24 de maio - Um caça modelo F-5 decolou da Base Aérea de Santa Cruz e caiu em área de mata. Pilotos se ejetaram e foram resgatados.[441]
- 23 de junho - Um Cessna 172B, de matrícula PT-BNT, caiu no mar de Fortaleza após um pouso forçado. Na aeronave estava apenas o piloto que sofreu ferimentos leves.[442]
- 22 de julho - Um Piper Seneca, que fazia a rota entre os municípios Paranaenses de Guarapuava e União da Vitória, caiu no município de Paula Freitas, matando os dois pilotos e o Deputado Estadual Bernardo Ribas Carli.[443]
- 27 de julho - Um Cessna 425 desapareceu em Santa Catarina, de acordo com as informações o avião estava a 9 km da costa catarinense, o piloto da aeronave desapareceu após a possível queda da aeronave.[444]
- 29 de julho - Um Beechcraft King Air C90, de matrícula PP-SZN, caiu no Aeroporto Campo de Marte, por volta das 18h na terceira tentativa de pouso, após problemas no trem de pouso. Havia sete pessoas a bordo. O piloto, identificado como Antonio Traversi, não sobreviveu.[445]
- 31 de julho - Um Embraer E-190 da empresa Aeroméxico caiu cinco minutos após decolar do Aeroporto Guadalupe Victoria, em Durango, no norte do México. De acordo com as informações locais, o avião transportava 97 passageiros e 4 tripulantes e todos sobreviveram.[446]
- 1 de agosto - Um Embraer EMB-711 caiu em uma fazenda localizada em Planaltina de Goiás, próxima à divisa com Água Fria, no estado de Goiás. Segundo informações do Corpo de Bombeiros, a aeronave transportava quatro pessoas que ficaram em estado grave. A prefeitura de Planaltina confirmou que uma das vítimas morreu.[447]
- 4 de agosto - Um Junkers JU52 HB-HOT da Força Aérea Suíça colidiu contra a face oeste do pico Piz Segnas, nos Alpes Suíços, levando a morte de 20 passageiros.[448]
- 18 de agosto - Um funcionário da Horizon air Richard Russel roubou uma aeronave Q400 da companhia que estava estacionado no aeroporto de Seattle-Tacoma, ele conseguiu decolar fez diversas manobras, e foi perseguido por 02 caças da USAF, depois de uma manobra a aeronave caiu em uma região do condado de Pierce, Washington. A aeronave estava sem passageiros, somente Richard Russel morreu no acidente.
- 13 de setembro - Voo Southwest Airlines 1380, um Boeing 737 pousa em segurança no aeroporto da Filadélfia, após sofrer uma falha no motor esquerdo, no qual vários detritos se soltaram do motor, atingindo e quebrando uma janela lateral. Sua única fatalidade foi a passageira Jennifer Riordan, que estava sentado do lado da janela, e que foi parcialmente sugada pra fora da aeronave. Apesar de ter sido socorrida, ela não resistiu ao ferimentos.[449]

- 29 de outubro - Um Boeing 737 MAX 8 da Lion Air (Voo Lion Air 610) caiu no Mar de Java devido a uma causa desconhecida até o momento de acordo com as informações locais, o piloto entrou em contato com a torre de controle e pediu para retornar ao aeroporto porém a aeronave perdeu o sinal 13 minutos depois, o avião transportava 189 passageiros entre eles uma criança e dois bebês, lembrando que todos os passageiros da aeronave morreram.[450]
- 31 de outubro - O Voo Latam LA8050 da empresa aérea LATAM entrou em turbulência devido a uma chuva de granizo. Todos os passageiros da aeronave saíram sem ferimentos. A aeronave estava fazendo a rota São Paulo/Santiago (Chile), porém o piloto teve que fazer um pouso de emergência em um aeroporto de Buenos Aires, na Argentina.[451]
- 15 de dezembro - Um helicóptero do Instituto Nacional de Emergência Médica que se dirigia do Porto, em direcção a Macedo de Cavaleiros após a prestação de um serviço de urgência despenhou-se próximo à aldeia de Couce e à Igreja de Santa Justa em Valongo. Os quatro elementos da tripulação (piloto, co-piloto, médico e enfermeira) perderam a vida no acidente.[452]

## 2019
- 14 de janeiro - Um Boeing 707 da Saha Airlines fez um pouso de emergência na Base Aérea de Fath, Irã, invadindo a pista, colidindo contra uma parede e parando depois de bater em uma casa no bairro de Farrokhabad, no condado de Fardis, na província de Alborz.[453]
- 21 de janeiro - Um avião Piper PA-46 prefixo N264DB desapareceu no Canal da Mancha com o jogador argentino Emiliano Sala que iria assinar um contrato com o time gales Cardiff City, três dias após o desaparecimento da aeronave as buscas foram encerradas, porém no dia 4 de fevereiro os destroços da aeronave foram encontrados com um corpo apenas, E logo após dois dias no dia 7 de fevereiro veio a confirmação de que o corpo encontrado era do jogador argentino.[454]
- 11 de fevereiro - Um helicóptero caiu na Rodovia Anhanguera, em São Paulo, e bateu na parte dianteira de um caminhão que transitava pela via. Duas pessoas morreram carbonizadas. Os ocupantes eram o piloto Ronaldo Quattrucci e o jornalista Ricardo Boechat.[455]
- 13 de fevereiro - O Corpo de Bombeiros Militar do Pará (CBM) confirmou a queda de um avião particular em Belém (PA). A matrícula do avião era PT-JIC, modelo Cessna Aircraft 210L, e podia transportar até cinco pessoas. O acidente causou uma morte e deixou, até então, dois feridos.[456]
- 23 de fevereiro - Um Boeing 767-375 cargueiro da Amazon Prime Air operando o voo 5Y3591 da Atlas Air procedente de Miami, caiu a 48 km de Houston, na costa do Texas, matando todos os 3 tripulantes a bordo.
- 10 de março - O Voo Ethiopian Airlines 302, um Boeing 737 MAX 8, caiu perto de Bishoftu, na Etiópia, seis minutos depois de decolar do Aeroporto Internacional Bole. Todos os 149 passageiros e 8 tripulantes morreram. A causa do acidente é conhecida e deveu-se a problema de fabricação de todo o modelo de avião, uma falha causada no sensor do ângulo de ataque.
- 13 de abril - Uma aeronave de pequeno porte, modelo Socata ST 10 de prefixo PT-DME, explodiu depois de atingir uma calçada e o portão de um imóvel no bairro Caiçara. O monomotor acabou atingindo a fiação elétrica da via.
- 4 de maio - O Voo Miami Air 293, um Boeing 737-81Q, de registro N732MA, deslizou no da pista de Jacksonville e parou no Rio St. Johns, após tentar pousar em uma tempestade severa. Das 143 pessoas a bordo, 21 pessoas ficaram feridas. As únicas fatalidades foram os animais presentes no porão de carga, dos mesmo, nenhum sobrevive.
- 5 de maio - O Voo Aeroflot 1492, um Sukhoi Superjet 100-95B de Prefixo RA-89098, Pegou fogo quando fez um pouso de emergência no Aeroporto de Sheremetyevo em Moscou na Capital russa. Dos 78 a bordo entre 73 passageiros e 5 tripulantes, 41 pessoas morreram e 37 sobreviveram.
- 27 de maio - O avião monomotor Piper de prefixo PT-KLO caiu pela manhã do dia 27 de maio de 2019. O acidente aconteceu em uma região de mangue no Porto do Mato, povoado no município de Estância. O cantor Gabriel Diniz, dono do Hit “Jenifer”, estava no avião e morreu neste acidente aéreo. Todos os 3 corpos, incluindo, o corpo do cantor foram encontrados, sem vida,  dentre os destroços do avião. Segundo informações, a tragédia pode ter ocorrido devido ao mau tempo. A aeronave, segundo o Registro Aeronáutico Brasileiro (RAB), da Agência Nacional de Aviação Civil (Anac), só poderia ser utilizada para voos de instrução. Isso significa que não poderia ser utilizada para táxi aéreo, por exemplo. No entanto, não se sabe até o momento o que ocorreu de fato. Investigações estão sendo iniciadas para apurar o ocorrido.
- 16 de setembro - Um avião de pequeno porte, modelo Cessna 208b Caravan, matrícula PT-MHC com 10 pessoas a bordo da aeronave caiu na área próxima ao Aeroporto Internacional Eduardo Gomes, em Manaus(AM) na tarde do dia 16 de setembro de 2019. Todos os oito passageiros e dois tripulantes sobreviveram segundo informações fornecidas pelo canal de comunicação da RecordTV. Em função do acidente, operações de pousos e decolagens foram suspensas no aeroporto entre às 15h10 e 16h45. Nesse período cinco voos foram afetados segundo a Infraero. Também foi informado que a mesma tinha como destino Maués, município no interior do Amazonas.
- 21 de outubro - Um Cirrus SR20, que tinha como destino Ilhéus, na Bahia, cai segundos após decolar do Aeroporto Carlos Prates no bairro Caiçara. O acidente deixou 4 mortes e 2 feridos.
- 27 de dezembro - Acidente com o Voo BekAir 2100

## 2020
- 8 de janeiro - O Voo Ukraine International Airlines 752, um Boeing 737-800 a caminho de Kiev, na Ucrânia, caiu pouco depois de decolar do Aeroporto de Tehran-Imam Khomeini em Teerã, no Irã, matando todos os 176 a bordo. Dias depois o Irã comunicou oficialmente que a aeronave foi abatida acidentalmente por um míssil do próprio país.
- 15 de maio - Um Embraer EMB-810, prefixo PT-RMN, caiu quando prestava serviço de UTI aérea. O acidente ocorreu em uma zona rural no município de São Benedito, no Ceará, matando os quatro ocupantes: três médicos e o piloto.[457] Um dos médicos, que havia contraído COVID-19, estava sendo transferido de Sobral para um hospital em Teresina.[458]
- 22 de maio - O Voo Pakistan International Airlines 8303, operado por um Airbus A320, realizando um voo doméstico entre Lahore e Carachi, no Paquistão, caiu em uma área residencial após uma segunda tentativa de aproximação no Aeroporto Internacional Jinnah. Dos 99 ocupantes (91 passageiros e 8 tripulantes), apenas duas pessoas sobreviveram.

## 2021
- 9 de janeiro - O Voo Sriwijaya Air SJY 182, operado por um Boeing 737-500, realizando um voo doméstico entre Jacarta e Pontianak, na Indonésia, caiu no litoral do país após decolar do aeroporto Soekarno-Hatta.[459]
- 6 de maio - Um avião monomotor modelo RV-10, caiu em uma região de manguezal, no Bairro Atalaia, na Zona Sul de Aracaju, e ficou submerso. O Avião decolou do Aeroporto Santa Maria, com destino ao município de Unaí (MG). Minutos depois da decolagem, o piloto, Adriano Leon, única pessoa no avião e que morreu na queda, havia relatado um problema à torre de controle e tentou retornar ao aeroporto, mas acabou caindo por volta das 11h40.[460]
- 14 de setembro - O empresário Celso Silveira Mello Filho estava com a família a bordo do bimotor Beechcraft King Air B200GT com prefixo PS-CSM, uma aeronave executiva de pequeno porte que pertencia ao empresário. A aeronave caiu logo após a decolagem às 10h do dia 14 de setembro de 2021 em Piracicaba (interior de São Paulo), causando a morte de todos os 7 ocupantes. Celso era acionista e irmão do presidente do Conselho de Administração da companhia Cosan, Rubens Ometto Silveira Mello. Estavam no avião a esposa de Celso, Maria Luiza Meneghel, seus três filhos, Celso, Fernando e Camila, o piloto Celso Elias Carloni e o copiloto Giovanni Dedini Gullo. A causa da queda ainda está sendo investigada. A aeronave ficou 3 semanas em oficina da TAM no aeroporto de Jundiaí e foi liberada para uso na véspera do acidente.[461]
- 5 de novembro - Um avião bimotor Beech Aircraft, da PEC Táxi Aéreo, de Goiás, prefixo PT-ONJ, com capacidade para seis passageiros transportava a cantora Marília Mendonça, de 26 anos, e mais quatro pessoas, entre elas seu produtor Henrique Ribeiro, seu tio e assessor Abicieli Silveira Dias Filho, o piloto e copiloto do avião, que morreram na queda do avião de pequeno porte perto de uma cachoeira na serra de Caratinga, interior de Minas Gerais. O avião decolou de Goiânia com destino a Caratinga/MG, onde Marília teria uma apresentação na noite de sexta-feira.[462]

## 2022
- 21 de março - O Voo China Eastern Airlines 5735, operado por um Boeing 737-800, vindo de Kunming com destino á Guangzhou, cai em uma região montanhosa na cidade de Teng. Nenhum passageiro sobreviveu.
- 27 de abril - um Super Tucano do Esquadrão de Demonstração Aérea da Força Aérea Brasileira, caiu em uma área desabitada da Academia da Força Aérea, em Pirassununga, logo depois de decolar. Piloto e mecânico de voo se ejetaram, conseguindo se salvar.[463]
- 18 de novembro - um Airbus A320neo, que operava o voo Latam LA2213 e corria a pista para decolar, chocou-se com um caminhão da brigada de incêndio no Aeroporto Internacional de Lima, que invadiu a pista sem autorização. Dois ocupantes do caminhão morreram e outro ficou gravemente ferido. Durante a evacuação da aeronave, 36 ocupantes ficaram feridos, sendo quatro com gravidade.[464]

## 2023
- 15 de janeiro - um ATR-72 da Yeti Airlines, do Nepal, que operava o voo 691, caiu próximo ao Aeroporto Internacional de Pokhara, pouco antes de aterrissar. Todos os 72 ocupantes da aeronave morreram. Um passageiro filmou o momento da queda.[465]
- 11 de março - um Cessna 182 particular saiu da pista após uma tentativa de pouso no Aeroporto Carlos Prates, colidindo com duas casas no bairro Jardim Montanhês, em Belo Horizonte. O acidente matou o piloto, de 65 anos, e deixou em estado gravíssimo a passageira, sua filha, de 33 anos.[466]
- 16 de setembro - um Embraer EMB-110 vindo de Manaus com o destino a Barcelos (Amazonas) derrapou e ultrapassou os limites da pista do Aeroporto de Barcelos e acabou colidindo com o solo, nenhum ocupante sobreviveu dos 12 passageiros e 2 tripulantes.[467]

## 2024
- 02 de janeiro - O Voo Japan Airlines 516, operado por um Airbus A350-941 que decolou do Novo Aeroporto de Chitose para o Aeroporto Internacional de Tóquio, colidiu com um De Havilland Canada DHC-8-315 Dash-8 da Guarda Costeira Japonesa enquanto pousava em Haneda. Todos os 379 ocupantes do A350 sobreviveram enquanto dos seis ocupantes do DHC-8, cinco morreram no acidente. Foi a primeira perda total de um A350.[468]
- 05 de janeiro - O Voo Alaska Airlines 1282 operado por um Boeing B737 MAX 9 da Alaska Airlines fazia uma viagem de rotina entre Portland e Ontário, nos Estados Unidos, quando uma de suas portas foi ejetada poucos minutos após a decolagem. A parte que caiu do céu foi uma peça de 27 kg usada para fechar uma das saídas de emergência do avião, após o acontecido, a aeronave fez um pouso de emergência em Portland.
- 08 de janeiro - Um helicóptero da Polícia Rodoviária Federal de modelo AgustaWestland AW119 Koala fez um pouso de emergência na avenida Tereza Cristina, em Belo Horizonte, Minas Gerais. O veículo teria apresentado uma "perda súbita de rotação" que levou a equipe a fazer uma manobra de emergência.
- 25 de janeiro - Um Piper PA-24-260 vindo do Aeroporto Campo de Marte com destino ao Aeródromo Presidente Venceslau caiu em Rio Grande da Serra  em uma área de mata, ambos passageiros, Benedito Aparecido da Silva e Ricardo Falarini morreram no acidente.
- 18 de fevereiro - O voo 324 da Air Serbia, um Embraer E195 operado pela Marathon Airlines em nome da Air Serbia, programado para voar de Belgrado para Düsseldorf, ultrapassou a pista durante a decolagem, posteriormente atingindo várias estruturas no solo antes de subir e retornar ao aeroporto. Todas as 111 pessoas a bordo da aeronave não ficaram feridas. A aeronave foi dada como perdida.
- 06 de março -  Um Cessna Caravan caiu após decolar do aeroporto da Pampulha. A aeronave era da Polícia Federal e estava em testes, após uma manutenção a bordo, estavam 2 agentes da Polícia Federal e um mecânico. Os dois agentes morreram e o mecânico ficou gravemente ferido.
- 03 de junho - Um bimotor Beechcraft que saiu da cidade de Governador Valadares e seguiria até Florianópolis, caiu entre as cidades de Garuva e Itapoá, em Santa Catarina. Durante o voo, a aeronave tentou pousar em Joinville, mas arremeteu e acabou desaparecendo. Seus destroços foram encontrados numa área de mata. Os dois ocupantes da aeronave, Augusto Antônio de Castro e Geraldo Cláudio de Assis Lima, acabaram morrendo nesse trágico acidente.
- // 01 de julho - O voo Air Auropa UX045 de Madri a Montevidéu com um Boeing B787-9 Dreamliner sofreu uma forte turbulência e teve que fazer um pouso de emergência em Natal, deixando 30 feridos.
- 09 de julho - No voo LA8073 da Latam um Boeing B777-300 operava nesse voo  que saiu de Milão, na Itália, com direção ao Aeroporto de Guarulhos, em São Paulo, o avião "arrastou" a cauda na pista durante a decolagem. Relatório divulgados cerca de um mês e meio após o ocorrido, mostra que o acidente se deu pela inserção incorreta de dados, Essa inserção errônea de dados, que causou menor velocidade, resultou no tail strike, como é chamado quando a cauda bate no solo.
- 29 de julho - No Aeroporto de São Paulo-Congonhas, durante uma colisão entre um Boeing B737 da Gol e Airbus A319 da Latam, a asa do A319 bateu na cauda do B737 causando danos significativos no Boeing e danos menores na asa do Airbus.
- 09 de agosto - um ATR-72 da Voepass, que operava o voo 2283, saindo de Cascavel com destino a Guarulhos, caiu em um condomínio no bairro Capela, em Vinhedo, poucos minutos antes do pouso. Os sessenta e dois ocupantes, sendo cinquenta e oito passageiros e quatro tripulantes, morreram na queda. A causa do acidente foi a formação de gelo nas asas fazendo que o mesmo entrasse em uma descida em parafuso no próprio eixo.[469]
- 10 de setembro - Um Airbus A350 da Delta Air Lines colidiu com um CRJ-900 em Atlanta. O Airbus cortou a cauda do CRJ que ficou pendurada na aeronave. O CRJ era fretado para a Delta Airlines.
- 25 de setembro - Um dirigível de modelo ADB 33 caiu sobre casas em Osasco, São Paulo, felizmente o piloto teve ferimentos leves. A causa do acidente não foi divulgada, o que se sabe é que o piloto perdeu o controle da aeronave.
- 09 de novembro - Um Boeing B737 da Total Linhas Aéreas teve um incêndio no interior da aeronave, fazendo um pouso de emergência no Aeroporto de Guarulhos. O incêndio começou no compartimento de cargas que consumiu a aeronave toda. Os pilotos conseguiram sair sem ferimentos.
- 24 de novembro - Um Sukhoi Superjet 100 da Azimuth Airline, teve problemas durante o voo fazendo um pouso de emergência na Turquia, que assim que pousou, a aeronave foi tomada pelo fogo durante a tripulação, e os passageiros saíram sem ferimentos graves.
- 25 de novembro - Um Boeing B737 da DHL caiu durante a aproximação para o pouso na Lituânia, os dois tripulantes morreram carbonizados. Ainda não se sabe a causa do acidente.
- 22 de dezembro - um Piper PA-42 Cheyenne que saiu do Aeroporto de Canela, no Rio Grande do Sul, e tinha como destino Jundiaí, no estado de São Paulo, caiu no Centro de Gramado, matando todos os dez ocupantes.[470]
- 25 de dezembro - Um Embraer E190 da Azerbaijan Airlines caiu após ser atingido por um sistema anti-aéreo da Rússia na fuselagem do avião. É possível ver nas imagens marcas de tiro e míssil teleguiado.
- 29 de dezembro - um Boeing 737-800 da Jeju Air colide com a barreira de concreto após o pouso no aeroporto de Muan, matando 179 dos 181 ocupantes a bordo.

## 2025
- 09 de janeiro – Um Cessna Citation 525 CJ1, prefixo PR-GFS, ultrapassou a pista 09 durante uma tentativa de pouso no aeroporto de Ubatuba sob condições meteorológicas adversas, incluindo chuva e pista molhada. A aeronave atravessou o alambrado e atingiu a Praia do Cruzeiro, explodindo em seguida. O piloto foi a única vítima fatal, enquanto os quatro passageiros sobreviveram ao acidente.[471]
- 29 de janeiro – O Voo American Eagle 5342, operado por um Bombardier CRJ-701ER, colidiu no ar com um helicóptero militar Sikorsky UH-60 Black Hawk enquanto tentava pousar no Aeroporto Nacional Ronald Reagan, em Washington, D.C.. O acidente resultou na morte de todas as 64 pessoas a bordo da aeronave (60 passageiros e 4 tripulantes) e mais 3 soldados no helicóptero, totalizando 67 vítimas fatais.[472]
- 31 de janeiro – O Voo Med Jets 056, um Learjet 55 operado pela Med Jets SA de CV em nome da Jet Rescue Air Ambulance, partiu do Aeroporto do Nordeste de Filadélfia com destino ao Aeroporto Internacional de Tijuana, no México, com uma parada programada no Aeroporto Nacional de Springfield–Branson, no Missouri. Poucos segundos após a decolagem, a aeronave caiu próximo ao shopping Roosevelt Mall, na cidade de Filadélfia, Pensilvânia. A bordo estavam seis pessoas: uma criança que havia recebido tratamento médico na Filadélfia, sua mãe e quatro tripulantes: o piloto, copiloto, paramédico e médico, todos eram de nacionalidade mexicana. Não houve sobreviventes. No solo, várias pessoas ficaram feridas e incêndios atingiram residências próximas.[473]
- 07 de fevereiro - Acidente envolvendo um veículo aéreo Beechcraft King Air F90. Um ônibus da Viação Santa Brígida e uma moto mata 2 pessoas e fere outras 6 na capital do estado de São Paulo. Segundo testemunhas, o modelo que ostentava o código PS-FEM começou a despencar após decolar do Aeroporto Campo de Marte em São Paulo, com destino a Porto Alegre, no Rio Grande do Sul. 2 pessoas estavam a bordo do veículo: o dono e o piloto, que morreram carbonizados após ele cair e acertar o ônibus, um modelo Caio Millennium IV. Seus destroços ainda atingiram uma moto. O motorista, uma passageira do coletivo, o motociclista e outras 3 pessoas que estavam no ponto de ônibus ficaram feridas.[474][475]
- 08 de fevereiro - Mais um acidente aéreo ocorre no Estados Unidos, sendo o terceiro no país em apenas 10 dias. A queda do veículo Cessna Caravan da Bering Air no Alasca ocorreu 2 dias depois de radares não detectarem mais a presença da aeronave que realizava o voo Bering Air 445. 10 pessoas estavam dentro dele e ao menos 3 corpos foram encontrados. Não há sobreviventes.[476][477]
- 10 de fevereiro - Um veículo aéreo MC-01 da Montaer cai em Prado, município da Bahia. Uma pessoa morreu e outra ficou ferida. Ele ostentava o código PU-DLG. [478] [479]
- 11 de fevereiro
  - Um Boeing 737-800 da Gol Linhas Aéreas colidiu com um veículo de manutenção durante a decolagem no Aeroporto do Galeão, Rio de Janeiro. Não houve feridos.[480][481]
  - Um veículo aéreo Boeing E/A-18G Glowler da US Navy (Marinha Estadunidense) caiu na Baía de San Diego, na Califórnia. Os pilotos foram resgatados por um navio pesqueiro. Ninguém ficou ferido. [482]
- 16 de fevereiro - Veículo aéreo Cessna 208 Caravan de carga cai na Flórida após ficar desaparecido por 2 dias dos radares. Uma pessoa morreu no acidente. [483]
- 17 de fevereiro - Um veículo aéreo Bombardier CRJ-900 da Delta Air Lines capotou após pousar na pista cheia de neve no aeroporto de Toronto, no Canadá. Ao menos 18 pessoas se feriram. [484]
- 19 de fevereiro - Veículos aéreos Cessna 172 e Lancair 360 MK II se colidem em pleno voo na altura do estado estadunidense do Arizona, sendo mais um acidente aéreo a ocorrer no país em menos de 30 dias. Ao menos 2 pessoas do Lancair morreram na hora. Ninguém do Cessna ficou ferido. [485]
- 26 de fevereiro - Veículo aéreo Antonov AN-12 cai em Omdurman, localidade que fica na capital do Sudão após falhas depois da decolagem. Ao menos 46 pessoas morreram após ele cair em um conjunto residencial. Outras 16 pessoas ficaram feridas. [486]
- 9 de março - Veículo aéreo Cessna 150J ostentando o código PT-AKY cai em Santos, município de São Paulo. Uma pessoa morreu e outra ficou ferida.[487]
- 12 de março - Queda de um avião agricola mata 1 pessoa em Nova Andradina, município de Mato Grosso do Sul [488]
- 13 de março - Veículo aéreo Boeing 737 Next Generation da American Airlines pega fogo em Denver, Colorado no Estados Unidos sendo mais um acidente aéreo a ocorrer no país em 3 meses. Ao menos 12 pessoas ficaram feridas. [489]
- 15 de março - Um veículo aéreo  Shenyang J-15 da Força Aérea da China caiu na ilha de Hainan. O piloto ficou ferido mesmo após conseguir ejetar-se do caça.[490]
- 18 de março - Veículo aéreo cai em Rotan após decolar. 7 pessoas morreram e dez ficaram feridas. [491]
- 11 de abril - Veículo aéreo Cessna 310R cai na Flórida após decolar do aeroporto de Boca Raton. 3 pessoas estavam no veículo e não houve sobreviventes. [492]
- 14 de abril - Veículo aéreo Mitsubishi MU-2B cai em Copake, no estado estadunidense de Nova York, sendo mais um acidente a ocorrer no Estados Unidos em 4 meses. A bordo estavam 6 pessoas e ninguém sobreviveu.[493]
- 18 de abril - Veículo aéreo Boeing 737 Next Generation pega fogo em um dos motores após taxiar antes da decolagem no Aeroporto de Orlando, no estado estadunidense da Flórida. Não houve feridos. [494]
- 12 de junho - O Voo Air India 171 operado por um Boeing 787 caiu na cidade de Ahmedabad, na Índia após decolar do Aeroporto Internacional Sardar Vallabhbhai Patel. Das 242 pessoas a bordo da aeronave, apenas uma sobreviveu.[495][496]
- 1 de Julho - Uma aeronave modelo Paulistinha CAP-4 prefixo PP-RDJ cai em uma localidade na zona rural de São José do Rio Preto matando aluno e piloto, eles participavam de um vôo de instrução e o acidente aconteceu logo após a decolagem.[497]
- 3 de julho - Veículo aéreo Cessna C208 cai no estado estadunidense de Nova Jersey sendo mais um acidente aéreo a ocorrer no país. 14 dos 15 passageiros ficaram feridos mas ninguém morreu. [498]
- 8 de julho - Homem invadiu pista aeroporto em Milão, na Itália e é sugado por turbina de avião morrendo ma hora. [499]
- 14 de julho - Veículo aéreo Beechcraft B200 Super King Air cai em Southern, na Inglaterra. Os 4 ocupantes do veículo morreram na hora. [500]
- 20 de julho - Veículo aéreo Boeing 767 da Delta Air Lines pega fogo em pleno voo na altura de Los Angeles. Ninguém ficou ferido. [501]
- 21 de julho - Veículo aéreo F-7 BGI da Força Aérea Bangladexe cai em Kumitola, Daca e mata 31 pessoas que estavam em uma escola. Outras 3 pessoas ficaram feridas. [502] [503]
- 23 de julho - Veículo aéreo Promacc Aerospace Freccia cai em Brescia, Itália. 2 pessoas morreram na hora. Outras 2 ficaram feridas após o avião atingir ainda 2 carros numa rodovia. [504]
- 24 de julho - Veículo aéreo Antonov An-24 cai em Amur no leste da Rússia com 42 passageiros. Ninguém sobreviveu. [505]
- 30 de julho
  - Veículo aéreo Embraer A-29 Super Tucano cai em Santa Rita do Passa Quatro, município de São Paulo após colidir com outro do mesmo modelo. O piloto conseguiu se ejetar e não teve ferimentos graves. [506] [507]
  - Veículo aéreo Cessna 208 Grand Caravan cai no sul da Venezuela, na localidade de Puerto Ayachucho. 7 pessoas, incluíndo indígenas yanomami morreram na hora. Outras 3 pessoas ficaram feridas. [508]
- 31 de julho - Veículo aéreo Airbus A330-900 da Delta sofre turbulências na altura de Utah, no Estados Unidos. 25 pessoas se feriram. [509]
- 1 de agosto - Veículo aéreo Moomey M-20 cai no estado estadunidense de Idaho, sendo outro acidente aéreo a ocorrer no país. As vítimas da tragédia eram 3 familiares dos donos do grupo Leroy Merlin. Ninguém sobreviveu. [510]